# Lijst van nationale records bij het langebaanschaatsen
Dit is een lijst met de huidige nationale records bij het langebaanschaatsen. Alle officieel erkende nationale records zijn vermeld. 
In de puntentotaal-tabel zijn de landen weergegeven waarvoor er records op alle officiële afstanden bekend zijn voor mannen en/of vrouwen. Bij elk land staat aangegeven tot en met welke datum de vermelde records en puntentotalen bijgewerkt zijn.
De 10.000 meter is bij de vrouwen geen officiële afstand. De nationale records op deze afstand zijn dan ook niet meegeteld in het puntentotaal vrouwen. Ze zijn bij elk land in een lichtgele rij weergegeven.
Sommige nationale records op de lange afstanden (3000 meter en 5000 meter bij de vrouwen, 5000 meter en 10.000 meter bij de mannen) zijn gereden in een kwartetstart. Welke records het betreft, is te vinden in de gerangschikte lijst met nationale records op de ranglijstpagina van de betreffende sekse en afstand.

## Puntentabel
N.B. Bij de mannen is dit het puntentotaal van de nationale records over 500, 1000, 1500, 3000, 5000 en 10.000 meter.
N.B. Bij de vrouwen is dit het puntentotaal van de nationale records over 500, 1000, 1500, 3000 en 5000 meter.
| (Bijgewerkt t/m 10 februari 2022) |                       |            |              |              |
| Nr.                               | Land                  | Totaal M+V | Mannen       | Vrouwen      |
| 1                                 | Nederland             | 399,839    | 210,893 (1)  | 188,946 (2)  |
| 2                                 | Rusland               | 400,263    | 211,590 (3)  | 188,673 (1)  |
| 3                                 | Canada                | 401,622    | 211,185 (2)  | 190,437 (5)  |
| 4                                 | Japan                 | 403,894    | 214,017 (7)  | 189,877 (3)  |
| 5                                 | Verenigde Staten      | 404,048    | 212,648 (4)  | 191,400 (6)  |
| 6                                 | Noorwegen             | 405,471    | 212,851 (5)  | 192,620 (8)  |
| 7                                 | Duitsland             | 405,674    | 214,076 (8)  | 191,598 (7)  |
| 8                                 | Zuid-Korea            | 408,863    | 213,797 (6)  | 195,066 (14) |
| 9                                 | Italië                | 408,901    | 214,888 (9)  | 194,013 (11) |
| 10                                | Kazachstan            | 410,585    | 216,176 (12) | 194,409 (12) |
| 11                                | China                 | 410,631    | 217,408 (15) | 193,223 (10) |
| 12                                | Polen                 | 411,435    | 216,712 (13) | 194,723 (13) |
| 13                                | Wit-Rusland           | 411,564    | 218,398 (16) | 193,166 (9)  |
| 14                                | Tsjechië              | 414,490    | 224,064 (23) | 190,426 (4)  |
| 15                                | België                | 415,187    | 215,286 (10) | 199,901 (16) |
| 16                                | Oostenrijk            | 418,308    | 222,380 (21) | 195,928 (15) |
| 17                                | Zweden                | 421,142    | 216,012 (11) | 205,130 (20) |
| 18                                | Zwitserland           | 423,871    | 218,892 (17) | 204,979 (18) |
| 19                                | Letland               | 428,844    | 219,486 (18) | 209,358 (28) |
| 20                                | Australië             | 429,562    | 222,494 (22) | 207,068 (23) |
| 21                                | Finland               | 431,246    | 221,921 (20) | 209,325 (27) |
| 22                                | Denemarken            | 431,586    | 225,141 (24) | 206,445 (21) |
| 23                                | Roemenië              | 432,064    | 227,829 (27) | 204,235 (17) |
| 24                                | Hongarije             | 433,207    | 225,972 (26) | 207,235 (24) |
| 25                                | Estland               | 435,455    | 230,402 (29) | 205,053 (19) |
| 26                                | Colombia              | 437,140    | 225,443 (25) | 211,697 (29) |
| 27                                | Verenigd Koninkrijk   | 438,103    | 230,337 (30) | 207,766 (25) |
| 28                                | Frankrijk             | 438,888    | 216,929 (14) | 221,959 (35) |
| 29                                | Oekraïne              | 440,578    | 232,196 (31) | 208,382 (26) |
| 30                                | Noord-Korea           | 445,532    | 238,597 (34) | 206,935 (22) |
| 31                                | Mongolië              | 453,165    | 233,658 (32) | 219,507 (32) |
| 32                                | Nieuw-Zeeland         | 458,096    | 219,617 (19) | 238,479 (37) |
| 33                                | Argentinië            | 458,977    | 240,970 (35) | 218,007 (31) |
| 34                                | Chili                 | 463,272    | 243,487 (36) | 219,785 (33) |
| 35                                | Ierland               | 503,055    | 281,733 (41) | 221,322 (34) |
| 36                                | Bosnië en Herzegovina | 512,484    | 266,297 (39) | 246,187 (38) |
| 37                                | Litouwen              | 616,021    | 314,178 (42) | 301,843 (40) |
| --                                | Spanje                | N.V.T.     | 228,996 (28) | N.V.T.       |
| --                                | Israël                | N.V.T.     | 238,003 (33) | N.V.T.       |
| --                                | Portugal              | N.V.T.     | 244,014 (37) | N.V.T.       |
| --                                | India                 | N.V.T.     | 244,654 (38) | N.V.T.       |
| --                                | Mexico                | N.V.T.     | 270,193 (40) | N.V.T.       |
| --                                | Georgië               | N.V.T.     | N.V.T.       | 217,538 (30) |
| --                                | Slowakije             | N.V.T.     | N.V.T.       | 235,229 (36) |
| --                                | Kroatië               | N.V.T.     | N.V.T.       | 288,601 (39) |

## Argentinië
Update 17-02-2022
| Afstand      | Schaatsster              | Tijd    | Datum      | Baan           |
| ------------ | ------------------------ | ------- | ---------- | -------------- |
| 500 m        | Maria Victoria Rodriguez | 38,35   | 04-12-2021 | Salt Lake City |
| 1000 m       | Maria Victoria Rodriguez | 1.16,99 | 04-12-2021 | Salt Lake City |
| 1500 m       | Valentina Espinosa       | 2.03,00 | 22-10-2021 | Salt Lake City |
| 3000 m       | Valentina Espinosa       | 4.23,39 | 02-10-2021 | Salt Lake City |
| 5000 m       | Valentina Espinosa       | 7.24,29 | 23-10-2021 | Salt Lake City |
| 10.000 m     |                          |         |            |                |
| Puntentotaal | Puntentotaal             | 206.172 | 206.172    | 206.172        |

| Afstand      | Schaatser          | Tijd     | Datum      | Baan    |
| ------------ | ------------------ | -------- | ---------- | ------- |
| 500 m        | José Ignacio Fazio | 36,98    | 05-12-2009 | Calgary |
| 1000 m       | José Ignacio Fazio | 1.12,04  | 10-01-2010 | Calgary |
| 1500 m       | José Ignacio Fazio | 1.52,42  | 04-12-2009 | Calgary |
| 3000 m       | José Ignacio Fazio | 4.15,60  | 20-09-2008 | Calgary |
| 5000 m       | José Ignacio Fazio | 6.55,93  | 18-03-2009 | Calgary |
| 10.000 m     | José Ignacio Fazio | 15.26,08 | 20-03-2009 | Calgary |
| Puntentotaal | Puntentotaal       | 240.970  | 240.970    | 240.970 |

## Armenië
Update 17-02-2022
| Afstand      | Schaatsster     | Tijd   | Datum      | Baan            |
| ------------ | --------------- | ------ | ---------- | --------------- |
| 500 m        | Galina Bazejeva | 1.04,6 | 04-03-1964 | Jekaterinenburg |
| 1000 m       |                 |        |            |                 |
| 1500 m       | Galina Bazejeva | 3.45,3 | 06-03-1964 | Jekaterinenburg |
| 3000 m       |                 |        |            |                 |
| 5000 m       |                 |        |            |                 |
| 10.000 m     |                 |        |            |                 |
| Puntentotaal | Puntentotaal    | N.V.T. |            |                 |

| Afstand          | Schaatser        | Tijd    | Datum      | Baan            |
| ---------------- | ---------------- | ------- | ---------- | --------------- |
| 500 m            | Boskan Boian     | 53,1    | 04-03-1962 | Jekaterinenburg |
| 1000 m           |                  |         |            |                 |
| 1500 m           | Jura Kasarian    | 2.44,4  | 06-03-1962 | Jekaterinenburg |
| 3000 m           |                  |         |            |                 |
| 5000 m           | Jura Kasarian    | 9.58,4  | 05-03-1962 | Jekaterinenburg |
| 10.000 m         | Vard Karslian    | 21.21,4 | 18-03-1962 | Jekaterinenburg |
| Puntentotaal     | Puntentotaal     | N.V.T.  |            |                 |
| Puntentotaal V+M | Puntentotaal V+M | N.V.T.  |            |                 |

## Australië
Update 06-12-2018
| Afstand      | Schaatsster     | Tijd    | Datum      | Baan           |
| ------------ | --------------- | ------- | ---------- | -------------- |
| 500 m        | Sophie Muir     | 38,60   | 12-12-2009 | Salt Lake City |
| 1000 m       | Sophie Muir     | 1.16,18 | 13-12-2009 | Salt Lake City |
| 1500 m       | Brooke Lochland | 2.04,45 | 20-03-2011 | Calgary        |
| 3000 m       | Brooke Lochland | 4.20,25 | 16-03-2011 | Calgary        |
| 5000 m       | Brooke Lochland | 7.35,20 | 18-03-2011 | Calgary        |
| 10.000 m     |                 |         |            |                |
| Puntentotaal | Puntentotaal    | 207.068 | 207.068    | 207.068        |

| Afstand      | Schaatser    | Tijd     | Datum      | Baan           |
| ------------ | ------------ | -------- | ---------- | -------------- |
| 500 m        | Daniel Greig | 34,64    | 26-01-2013 | Salt Lake City |
| 1000 m       | Daniel Greig | 1.08,26  | 10-12-2017 | Salt Lake City |
| 1500 m       | Ben Southee  | 1.47,65  | 11-12-2009 | Salt Lake City |
| 3000 m       | Josh Capponi | 3.53,79  | 12-12-2016 | Heerenveen     |
| 5000 m       | Joshua Lose  | 6.27,03  | 12-12-2009 | Salt Lake City |
| 10.000 m     | Joshua Lose  | 13.23,47 | 19-02-2011 | Salt Lake City |
| Puntentotaal | Puntentotaal | 222.494  | 222.494    | 222.494        |

## Azerbeidzjan
Update 06-12-2018
| Afstand      | Schaatsster  | Tijd   | Datum | Baan |
| ------------ | ------------ | ------ | ----- | ---- |
| 500 m        |              |        |       |      |
| 1000 m       |              |        |       |      |
| 1500 m       |              |        |       |      |
| 3000 m       |              |        |       |      |
| 5000 m       |              |        |       |      |
| 10.000 m     |              |        |       |      |
| Puntentotaal | Puntentotaal | N.V.T. |       |      |

| Afstand          | Schaatser        | Tijd    | Datum      | Baan  |
| ---------------- | ---------------- | ------- | ---------- | ----- |
| 500 m            | Rza Gazimov      | 1.04,29 | 28-11-2015 | Minsk |
| 1000 m           |                  |         |            |       |
| 1500 m           |                  |         |            |       |
| 3000 m           |                  |         |            |       |
| 5000 m           |                  |         |            |       |
| 10.000 m         |                  |         |            |       |
| Puntentotaal     | Puntentotaal     | N.V.T.  |            |       |
| Puntentotaal V+M | Puntentotaal V+M | N.V.T.  |            |       |

## België
Update 04-02-2024
| Afstand      | Schaatsster       | Tijd    | Datum      | Baan           |
| ------------ | ----------------- | ------- | ---------- | -------------- |
| 500 m        | Isabelle van Elst | 38,61   | 16-12-2022 | Calgary        |
| 1000 m       | Isabelle van Elst | 1.16,05 | 18-12-2022 | Calgary        |
| 1500 m       | Jelena Peeters    | 1.56,99 | 03-12-2017 | Calgary        |
| 3000 m       | Jelena Peeters    | 4.04,00 | 15-11-2013 | Salt Lake City |
| 5000 m       | Jelena Peeters    | 7.03,69 | 20-11-2015 | Salt Lake City |
| 10.000 m     |                   |         |            |                |
| Puntentotaal | Puntentotaal      | 198.666 | 198.666    | 198.666        |

| Afstand      | Schaatser     | Tijd     | Datum      | Baan           |
| ------------ | ------------- | -------- | ---------- | -------------- |
| 500 m        | Mathias Vosté | 34,92    | 27-01-2024 | Salt Lake City |
| 1000 m       | Mathias Vosté | 1.07,46  | 28-01-2024 | Salt Lake City |
| 1500 m       | Bart Swings   | 1.42,48  | 15-11-2015 | Calgary        |
| 3000 m       | Bart Swings   | 3.36,98  | 19-12-2020 | Heerenveen     |
| 5000 m       | Bart Swings   | 6.08,76  | 03-12-2021 | Salt Lake City |
| 10.000 m     | Bart Swings   | 12.57,31 | 21-11-2015 | Salt Lake City |
| Puntentotaal | Puntentotaal  | 214.714  | 214.714    | 214.714        |

## Bosnië en Herzegovina
Update 06-12-2018
| Afstand      | Schaatsster  | Tijd    | Datum      | Baan     |
| ------------ | ------------ | ------- | ---------- | -------- |
| 500 m        | Bibija Kerla | 44,47   | 22-02-1988 | Calgary  |
| 1000 m       | Bibija Kerla | 1.30,89 | 26-02-1988 | Calgary  |
| 1500 m       | Bibija Kerla | 2.21,69 | 27-02-1988 | Calgary  |
| 3000 m       | Bibija Kerla | 5.19,31 | 20-11-1987 | Inzell   |
| 5000 m       | Bibija Kerla | 9.18,24 | 19-01-1986 | Sarajevo |
| 10.000 m     |              |         |            |          |
| Puntentotaal | Puntentotaal | 246.187 | 246.187    | 246.187  |

| Afstand      | Schaatser        | Tijd     | Datum      | Baan       |
| ------------ | ---------------- | -------- | ---------- | ---------- |
| 500 m        | Behudin Merdovic | 41,08    | 26-02-1989 | Heerenveen |
| 1000 m       | Behudin Merdovic | 1.21,75  | 26-02-1989 | Heerenveen |
| 1500 m       | Slavenko Likic   | 2.04,78  | 13-12-1997 | Hamar      |
| 3000 m       | Bajro Cenanovic  | 4.37,0   | 23-03-1991 | Alma-Ata   |
| 5000 m       | Slavenko Likic   | 7.28,34  | 14-12-1997 | Hamar      |
| 10.000 m     | Behudin Merdovic | 17.14,98 | 03-03-1985 | Sarajevo   |
| Puntentotaal | Puntentotaal     | 266.297  | 266.297    | 266.297    |

## Brazilië
Update 21-12-2024		
| Afstand      | Schaatsster          | Tijd    | Datum      | Baan           |
| ------------ | -------------------- | ------- | ---------- | -------------- |
| 500 m        | Julia Pereira de Vos | 41,13   | 21-12-2024 | Heerenveen     |
| 1000 m       | Julia Pereira de Vos | 1.22,79 | 21-12-2024 | Heerenveen     |
| 1500 m       | Larissa Paes         | 2.08,74 | 20-11-2021 | Salt Lake City |
| 3000 m       | Larissa Paes         | 4.44,25 | 02-10-2021 | Salt Lake City |
| 5000 m       |                      |         |            |                |
| 10.000 m     |                      |         |            |                |
| Puntentotaal | Puntentotaal         | N.V.T.  |            |                |

| Afstand          | Schaatser            | Tijd    | Datum      | Baan           |
| ---------------- | -------------------- | ------- | ---------- | -------------- |
| 500 m            | João Victor da Silva | 37,03   | 22-10-2021 | Inzell         |
| 1000 m           | Marcelo Donadio      | 1.13,58 | 24-02-2018 | Inzell         |
| 1500 m           | Marcelo Donadio      | 1.54,70 | 18-12-2016 | Inzell         |
| 3000 m           | João Victor da Silva | 4.11,41 | 12-10-2019 | Salt Lake City |
| 5000 m           | Éder Lopes Moraes    | 7.02,57 | 11-03-2022 | Salt Lake City |
| 10.000 m         |                      |         |            |                |
| Puntentotaal     | Puntentotaal         | N.V.T.  |            |                |
| Puntentotaal V+M | Puntentotaal V+M     | N.V.T.  |            |                |

## Britse Maagdeneilanden
Update 06-12-2018
| Afstand      | Schaatsster  | Tijd   | Datum | Baan |
| ------------ | ------------ | ------ | ----- | ---- |
| 500 m        |              |        |       |      |
| 1000 m       |              |        |       |      |
| 1500 m       |              |        |       |      |
| 3000 m       |              |        |       |      |
| 5000 m       |              |        |       |      |
| 10.000 m     |              |        |       |      |
| Puntentotaal | Puntentotaal | N.V.T. |       |      |

| Afstand          | Schaatser            | Tijd    | Datum      | Baan   |
| ---------------- | -------------------- | ------- | ---------- | ------ |
| 500 m            | Erroll Canute Fraser | 41,38   | 01-03-1975 | Inzell |
| 1000 m           | Erroll Canute Fraser | 1.27,94 | 02-02-1975 | Inzell |
| 1500 m           | Erroll Canute Fraser | 2.19,44 | 21-02-1974 | Inzell |
| 3000 m           | Erroll Canute Fraser | 5.37,09 | 05-03-1987 | Inzell |
| 5000 m           |                      |         |            |        |
| 10.000 m         |                      |         |            |        |
| Puntentotaal     | Puntentotaal         | N.V.T.  |            |        |
| Puntentotaal V+M | Puntentotaal V+M     | N.V.T.  |            |        |

## Canada
Update 17-02-2022
| Afstand      | Schaatsster          | Tijd     | Datum      | Baan    |
| ------------ | -------------------- | -------- | ---------- | ------- |
| 500 m        | Catriona Le May-Doan | 37,22    | 09-12-2001 | Calgary |
| 1000 m       | Christine Nesbitt    | 1.12,68  | 28-01-2012 | Calgary |
| 1500 m       | Ivanie Blondin       | 1.51,76  | 08-02-2020 | Calgary |
| 3000 m       | Cindy Klassen        | 3.53,34  | 18-03-2006 | Calgary |
| 5000 m       | Isabelle Weidemann   | 6.46,81  | 14-10-2021 | Calgary |
| 10.000 m     | Clara Hughes         | 14.19,73 | 11-03-2005 | Calgary |
| Puntentotaal | Puntentotaal         | 190.384  | 190.384    | 190.384 |

| Afstand      | Schaatser         | Tijd     | Datum      | Baan         |
| ------------ | ----------------- | -------- | ---------- | ------------ |
| 500 m        | Laurent Dubreuil  | 33,77    | 10-12-2021 | Calgary      |
| 1000 m       | Vincent De Haître | 1.06,72  | 25-02-2017 | Calgary      |
| 1500 m       | Denny Morrison    | 1.42,01  | 14-03-2008 | Calgary      |
| 3000 m       | Ted-Jan Bloemen   | 3.37,04  | 30-12-2017 | Calgary      |
| 5000 m       | Ted-Jan Bloemen   | 6.01,86  | 10-12-2017 | Salt Lake C. |
| 10.000 m     | Graeme Fish       | 12.33,86 | 14-02-2020 | Salt Lake C. |
| Puntentotaal | Puntentotaal      | 211.185  | 211.185    | 211.185      |

## Chili
Update 06-12-2018
| Afstand      | Schaatsster       | Tijd     | Datum      | Baan    |
| ------------ | ----------------- | -------- | ---------- | ------- |
| 500 m        | Maria Jose Moya   | 40,96    | 24-02-2017 | Inzell  |
| 1000 m       | Valentina Moya    | 1.22,69  | 21-02-2016 | Inzell  |
| 1500 m       | Viviana Rodriguez | 2.10,32  | 26-02-2017 | Inzell  |
| 3000 m       | Viviana Rodriguez | 4.32,81  | 22-12-2015 | Inzell  |
| 5000 m       | Viviana Rodriguez | 8.05,72  | 08-02-2015 | Tilburg |
| 10.000 m     | Viviana Rodriguez | 17.09,65 | 15-03-2016 | Tilburg |
| Puntentotaal | Puntentotaal      | 219.785  | 219.785    | 219.785 |

| Afstand      | Schaatser        | Tijd     | Datum      | Baan    |
| ------------ | ---------------- | -------- | ---------- | ------- |
| 500 m        | Ricardo Verdugo  | 37,25    | 25-02-2017 | Inzell  |
| 1000 m       | Ricardo Verdugo  | 1.14,20  | 18-02-2017 | Inzell  |
| 1500 m       | Ricardo Verdugo  | 1.55,56  | 19-02-2017 | Inzell  |
| 3000 m       | Claudio Sandoval | 4.13,52  | 22-11-2015 | Tilburg |
| 5000 m       | Claudio Sandoval | 7.06,86  | 30-10-2015 | Inzell  |
| 10.000 m     | Claudio Sandoval | 15.13,56 | 15-03-2014 | Tilburg |
| Puntentotaal | Puntentotaal     | 243.487  | 243.487    | 243.487 |

## China
Update 17-02-2022
| Afstand      | Schaatsster  | Tijd    | Datum      | Baan           |
| ------------ | ------------ | ------- | ---------- | -------------- |
| 500 m        | Zhang Hong   | 36,56   | 20-11-2015 | Salt Lake City |
| 1000 m       | Zhang Hong   | 1.12,65 | 14-11-2015 | Calgary        |
| 1500 m       | Han Mei      | 1.53,09 | 12-12-2021 | Calgary        |
| 3000 m       | Han Mei      | 3.58,76 | 03-12-2021 | Salt Lake City |
| 5000 m       | Wang Fei     | 7.06,44 | 22-10-2006 | Calgary        |
| 10.000 m     |              |         |            |                |
| Puntentotaal | Puntentotaal | 193.018 | 193.018    | 193.018        |

| Afstand      | Schaatser          | Tijd     | Datum      | Baan           |
| ------------ | ------------------ | -------- | ---------- | -------------- |
| 500 m        | Gao Tingyu         | 33,83    | 26-09-2021 | Ürümqi         |
| 1000 m       | Ning Zhongyan      | 1.06,65  | 12-12-2021 | Calgary        |
| 1500 m       | Ning Zhongyan      | 1.41,38  | 04-12-2021 | Salt Lake City |
| 3000 m       | Kahanbai Alemasi   | 3.44,09  | 07-09-2019 | Calgary        |
| 5000 m       | Muhamaiti Hanahati | 6.22,13  | 10-12-2021 | Calgary        |
| 10.000 m     | Chen Hanyang       | 13.23,78 | 04-10-2021 | Calgary        |
| Puntentotaal | Puntentotaal       | 216.698  | 216.698    | 216.698        |

## Chinees Taipei
Update 17-02-2022
| Afstand      | Schaatsster   | Tijd    | Datum      | Baan           |
| ------------ | ------------- | ------- | ---------- | -------------- |
| 500 m        | Huang Yu-ting | 37,87   | 04-12-2021 | Salt Lake City |
| 1000 m       | Huang Yu-ting | 1.13,44 | 04-12-2021 | Salt Lake City |
| 1500 m       | Huang Yu-ting | 1.54,83 | 09-12-2017 | Salt Lake City |
| 3000 m       | Huang Yu-ting | 4.18,99 | 26-08-2017 | Salt Lake City |
| 5000 m       |               |         |            |                |
| 10.000 m     |               |         |            |                |
| Puntentotaal | Puntentotaal  | N.V.T.  |            |                |

| Afstand          | Schaatser        | Tijd    | Datum      | Baan           |
| ---------------- | ---------------- | ------- | ---------- | -------------- |
| 500 m            | Sung Ching-yang  | 34,64   | 15-11-2013 | Salt Lake City |
| 1000 m           | Wei-Lin Tai      | 1.08,65 | 05-12-2021 | Salt Lake City |
| 1500 m           | Wei-Lin Tai      | 1.46,49 | 04-12-2021 | Salt Lake City |
| 3000 m           | Wei-Lin Tai      | 3.55,45 | 07-10-2017 | Salt Lake City |
| 5000 m           | Wei-Lin Tai      | 6.37,09 | 01-12-2017 | Calgary        |
| 10.000 m         |                  |         |            |                |
| Puntentotaal     | Puntentotaal     | N.V.T.  |            |                |
| Puntentotaal V+M | Puntentotaal V+M | N.V.T.  |            |                |

## Colombia
Update 19-12-2021
| Afstand      | Schaatsster              | Tijd    | Datum      | Baan           |
| ------------ | ------------------------ | ------- | ---------- | -------------- |
| 500 m        | Laura Michelle Rodriguez | 41,37   | 22-10-2021 | Salt Lake City |
| 1000 m       | Laura Gomez              | 1.19,42 | 03-03-2018 | Salt Lake City |
| 1500 m       | Laura Gomez              | 2.02,50 | 04-03-2018 | Salt Lake City |
| 3000 m       | Laura Gomez              | 4.14,43 | 10-12-2021 | Salt Lake City |
| 5000 m       | Laura Gomez              | 7.26,06 | 23-10-2021 | Salt Lake City |
| 10.000 m     |                          |         |            |                |
| Puntentotaal | Puntentotaal             | 208.924 | 208.924    | 208.924        |

| Afstand      | Schaatser     | Tijd     | Datum                 | Baan           |
| ------------ | ------------- | -------- | --------------------- | -------------- |
| 500 m        | Pedro Causil  | 34,92    | 08-12-2017 09-12-2017 | Salt Lake City |
| 1000 m       | Pedro Causil  | 1.08,83  | 02-12-2017            | Calgary        |
| 1500 m       | Diego Amaya   | 1.48,30  | 27-02-2021            | Salt Lake City |
| 3000 m       | German Tirado | 3.47,44  | 27-02-2021            | Salt Lake City |
| 5000 m       | German Tirado | 6.30,70  | 02-10-2021            | Salt Lake City |
| 10.000 m     | German Tirado | 13.35,29 | 25-09-2020            | Salt Lake City |
| Puntentotaal | Puntentotaal  | 223.175  | 223.175               | 223.175        |

## Denemarken
Update 17-02-2022
| Afstand      | Schaatsster        | Tijd     | Datum      | Baan           |
| ------------ | ------------------ | -------- | ---------- | -------------- |
| 500 m        | Elena Møller-Rigas | 41,80    | 30-09-2016 | Inzell         |
| 1000 m       | Sara Bak-Briand    | 1.20,76  | 05-11-2011 | Calgary        |
| 1500 m       | Cathrine Grage     | 1.59,86  | 12-12-2009 | Salt Lake City |
| 3000 m       | Cathrine Grage     | 4.07,73  | 11-12-2009 | Salt Lake City |
| 5000 m       | Cathrine Grage     | 7.10,24  | 21-11-2009 | Hamar          |
| 10.000 m     | Cathrine Grage     | 15.11,84 | 20-03-2009 | Calgary        |
| Puntentotaal | Puntentotaal       | 206.445  | 206.445    | 206.445        |

| Afstand      | Schaatser          | Tijd     | Datum      | Baan           |
| ------------ | ------------------ | -------- | ---------- | -------------- |
| 500 m        | Stefan Due Schmidt | 37,58    | 22-02-2019 | Inzell         |
| 1000 m       | Stefan Due Schmidt | 1.12,21  | 31-08-2019 | Salt Lake City |
| 1500 m       | Viktor Hald Thorup | 1.47,92  | 15-11-2015 | Calgary        |
| 3000 m       | Viktor Hald Thorup | 3.44,36  | 19-01-2019 | Salt Lake City |
| 5000 m       | Viktor Hald Thorup | 6.17,68  | 03-12-2021 | Calgary        |
| 10.000 m     | Viktor Hald Thorup | 13.25,30 | 21-11-2015 | Salt Lake City |
| Puntentotaal | Puntentotaal       | 225.084  | 225.084    | 225.084        |

## Duitsland
Update 17-02-2022
| Afstand      | Schaatsster       | Tijd     | Datum      | Baan           |
| ------------ | ----------------- | -------- | ---------- | -------------- |
| 500 m        | Jenny Wolf        | 37,00    | 11-12-2009 | Salt Lake City |
| 1000 m       | Anni Friesinger   | 1.13,49  | 18-11-2007 | Calgary        |
| 1500 m       | Anni Friesinger   | 1.53,09  | 17-11-2007 | Calgary        |
| 3000 m       | Stephanie Beckert | 3.56,80  | 04-12-2009 | Calgary        |
| 5000 m       | Claudia Pechstein | 6.46,91  | 23-02-2002 | Salt Lake City |
| 10.000 m     | Gunda Niemann     | 14.22,60 | 27-03-1994 | Calgary        |
| Puntentotaal | Puntentotaal      | 191.598  | 191.598    | 191.598        |

| Afstand      | Schaatser       | Tijd     | Datum      | Baan           |
| ------------ | --------------- | -------- | ---------- | -------------- |
| 500 m        | Joel Dufter     | 34,32    | 05-12-2021 | Salt Lake City |
| 1000 m       | Joel Dufter     | 1.06,80  | 09-03-2019 | Salt Lake City |
| 1500 m       | Stefan Emele    | 1.43,91  | 11-12-2021 | Calgary        |
| 3000 m       | Patrick Beckert | 3.37,31  | 07-11-2015 | Calgary        |
| 5000 m       | Patrick Beckert | 6.07,02  | 10-12-2017 | Salt Lake City |
| 10.000 m     | Patrick Beckert | 12.47,93 | 14-02-2020 | Salt Lake City |
| Puntentotaal | Puntentotaal    | 213.672  | 213.672    | 213.672        |

## Estland
Update 17-02-2022
| Afstand      | Schaatsster    | Tijd    | Datum      | Baan    |
| ------------ | -------------- | ------- | ---------- | ------- |
| 500 m        | Saskia Alusalu | 40,85   | 23-02-2019 | Calgary |
| 1000 m       | Saskia Alusalu | 1.19,01 | 16-03-2019 | Calgary |
| 1500 m       | Saskia Alusalu | 1.58,64 | 17-03-2019 | Calgary |
| 3000 m       | Saskia Alusalu | 4.07,43 | 13-10-2019 | Inzell  |
| 5000 m       | Saskia Alusalu | 7.19,14 | 30-09-2017 | Inzell  |
| 10.000 m     |                |         |            |         |
| Puntentotaal | Puntentotaal   | 205.053 | 205.053    | 205.053 |

| Afstand      | Schaatser    | Tijd     | Datum      | Baan           |
| ------------ | ------------ | -------- | ---------- | -------------- |
| 500 m        | Marten Liiv  | 34,43    | 03-12-2021 | Salt Lake City |
| 1000 m       | Marten Liiv  | 1.07,10  | 05-12-2021 | Salt Lake City |
| 1500 m       | Marten Liiv  | 1.46,11  | 11-12-2021 | Calgary        |
| 3000 m       | Marten Liiv  | 3.55,51  | 08-10-2016 | Inzell         |
| 5000 m       | Marten Liiv  | 6.55,21  | 12-03-2016 | Changchun      |
| 10.000 m     | Mart Markus  | 15.14,28 | 22-09-2012 | Minsk          |
| Puntentotaal | Puntentotaal | 229.836  | 229.836    | 229.836        |

## Faeröer
Update 17-02-2022
| Afstand      | Schaatsster  | Tijd   | Datum | Baan |
| ------------ | ------------ | ------ | ----- | ---- |
| Puntentotaal | Puntentotaal | N.V.T. |       |      |

| Afstand | Schaatser             | Tijd   | Datum      | Baan     |
| ------- | --------------------- | ------ | ---------- | -------- |
| 500 m   | Páll Nólsoy PATURSSON | 1.20,0 | 31-01-1909 | onbekend |

## Filipijnen
Update 17-02-2022
| Afstand      | Schaatsster         | Tijd    | Datum      | Baan  |
| ------------ | ------------------- | ------- | ---------- | ----- |
| 500 m        | Nelcris Pandita Lad | 1.19,50 | 12-02-2022 | Hamar |
| 1000 m       | Nelcris Pandita Lad | 3.06,30 | 13-02-2022 | Hamar |
| 1500 m       |                     |         |            |       |
| 3000 m       |                     |         |            |       |
| 5000 m       |                     |         |            |       |
| 10.000 m     |                     |         |            |       |
| Puntentotaal | Puntentotaal        | N.V.T.  |            |       |

| Afstand          | Schaatser        | Tijd    | Datum      | Baan      |
| ---------------- | ---------------- | ------- | ---------- | --------- |
| 500 m            | Jeremy Moore     | 43,26   | 12-01-2013 | Milwaukee |
| 1000 m           | Jeremy Moore     | 1.26,41 | 19-03-2011 | Calgary   |
| 1500 m           | Jeremy Moore     | 2.07,12 | 15-12-2012 | Milwaukee |
| 3000 m           | Jeremy Moore     | 4.31,43 | 10-12-2011 | Milwaukee |
| 5000 m           | Jeremy Moore     | 7.43,09 | 16-03-2011 | Calgary   |
| 10.000 m         |                  |         |            |           |
| Puntentotaal     | Puntentotaal     | N.V.T.  |            |           |
| Puntentotaal V+M | Puntentotaal V+M | N.V.T.  |            |           |

## Finland
Update 17-02-2022
| Afstand      | Schaatsster  | Tijd     | Datum                 | Baan                   |
| ------------ | ------------ | -------- | --------------------- | ---------------------- |
| 500 m        | Elina Risku  | 38,70    | 15-11-2015 09-12-2017 | Calgary Salt Lake City |
| 1000 m       | Elina Risku  | 1.18,19  | 14-11-2015            | Calgary                |
| 1500 m       | Elina Risku  | 2.03,57  | 15-03-2011            | Calgary                |
| 3000 m       | Elina Risku  | 4.26,78  | 16-03-2011            | Calgary                |
| 5000 m       | Pia Humisto  | 7.38,77  | 20-03-2009            | Calgary                |
| 10.000 m     | Sini Siro    | 20.13,23 | 10-03-2019            | Seinäjoki              |
| Puntentotaal | Puntentotaal | 209.325  | 209.325               | 209.325                |

| Afstand      | Schaatser       | Tijd     | Datum      | Baan           |
| ------------ | --------------- | -------- | ---------- | -------------- |
| 500 m        | Mika Poutala    | 34,17    | 08-12-2017 | Salt Lake City |
| 1000 m       | Pekka Koskela   | 1.07,00  | 10-11-2007 | Salt Lake City |
| 1500 m       | Risto Rosendahl | 1.45,46  | 11-03-2007 | Salt Lake City |
| 3000 m       | Tommi Pulli     | 3.47,36  | 15-03-2011 | Calgary        |
| 5000 m       | Jarmo Valtonen  | 6.33,84  | 19-11-2005 | Salt Lake City |
| 10.000 m     | Jarmo Valtonen  | 13.56,42 | 04-12-2005 | Heerenveen     |
| Puntentotaal | Puntentotaal    | 221.921  | 221.921    | 221.921        |

## Frankrijk
Update 14-02-2020
| Afstand      | Schaatsster                   | Tijd    | Datum      | Baan    |
| ------------ | ----------------------------- | ------- | ---------- | ------- |
| 500 m        | Marie-France van Helden-Vives | 42,49   | 22-02-1988 | Calgary |
| 1000 m       | Mathilde Renou                | 1.25,42 | 19-11-2009 | Calgary |
| 1500 m       | Mathilde Renou                | 2.10,22 | 20-11-2009 | Calgary |
| 3000 m       | Mathilde Renou                | 4.31,88 | 01-11-2009 | Calgary |
| 5000 m       | Stéphanie Dumont              | 8.00,40 | 28-02-1988 | Calgary |
| 10.000 m     |                               |         |            |         |
| Puntentotaal | Puntentotaal                  | 221.959 | 221.959    | 221.959 |

| Afstand      | Schaatser          | Tijd     | Datum      | Baan         |
| ------------ | ------------------ | -------- | ---------- | ------------ |
| 500 m        | Benjamin Macé      | 35,47    | 15-11-2013 | Salt Lake C. |
| 1000 m       | Benjamin Macé      | 1.08,13  | 27-01-2013 | Salt Lake C. |
| 1500 m       | Benjamin Macé      | 1.43,70  | 15-11-2013 | Salt Lake C. |
| 3000 m       | Alexis Contin      | 3.40,11  | 25-09-2010 | Calgary      |
| 5000 m       | Alexis Contin      | 6.11,95  | 10-11-2013 | Calgary      |
| 10.000 m     | Timothy Loubineaud | 12.58,97 | 14-02-2020 | Salt Lake C. |
| Puntentotaal | Puntentotaal       | 216.929  | 216.929    | 216.929      |

## Georgië
Update 04-12-2018
| Afstand      | Schaatsster   | Tijd    | Datum      | Baan      |
| ------------ | ------------- | ------- | ---------- | --------- |
| 500 m        | Inga Gilaoeri | 42,38   | 01-04-1988 | Alma-Ata  |
| 1000 m       | Inga Gilaoeri | 1.24,54 | 28-03-1985 | Alma-Ata  |
| 1500 m       | Inga Gilaoeri | 2.05,50 | 24-03-1988 | Alma-Ata  |
| 3000 m       | Inga Gilaoeri | 4.27,28 | 01-04-1988 | Alma-Ata  |
| 5000 m       | Inga Gilaoeri | 7.45,08 | 27-12-1987 | Leningrad |
| 10.000 m     |               |         |            |           |
| Puntentotaal | Puntentotaal  | 217.538 |            |           |

| Afstand          | Schaatser             | Tijd    | Datum      | Baan            |
| ---------------- | --------------------- | ------- | ---------- | --------------- |
| 500 m            | Tito Beliasjvili      | 48,6    | 04-03-1962 | Jekaterinenburg |
| 1000 m           |                       |         |            |                 |
| 1500 m           | Ansor Dsjavakhisjvili | 2.42,1  | 05-03-1962 | Jekaterinenburg |
| 3000 m           |                       |         |            |                 |
| 5000 m           | Tito Beliasjvili      | 9.59,4  | 06-03-1962 | Jekaterinenburg |
| 10.000 m         | Ansor Dsjavakhisjvili | 23.48,3 | 08-03-1962 | Jekaterinenburg |
| Puntentotaal     | Puntentotaal          | N.V.T.  |            |                 |
| Puntentotaal V+M | Puntentotaal V+M      | N.V.T.  |            |                 |

## Griekenland
Update 04-12-2018
| Afstand      | Schaatsster   | Tijd    | Datum      | Baan      |
| ------------ | ------------- | ------- | ---------- | --------- |
| 500 m        | Dimitra Korri | 48,70   | 30-11-2013 | Milwaukee |
| 1000 m       | Dimitra Korri | 1.36,66 | 30-11-2013 | Milwaukee |
| 1500 m       | Dimitra Korri | 2.32,90 | 02-11-2013 | Milwaukee |
| 3000 m       |               |         |            |           |
| 5000 m       |               |         |            |           |
| 10.000 m     |               |         |            |           |
| Puntentotaal | Puntentotaal  | N.V.T.  |            |           |

| Afstand          | Schaatser             | Tijd    | Datum      | Baan    |
| ---------------- | --------------------- | ------- | ---------- | ------- |
| 500 m            | Christofer Tsimaras   | 36,62   | 15-03-2008 | Calgary |
| 1000 m           | Christofer Tsimaras   | 1.12,65 | 17-03-2007 | Calgary |
| 1500 m           | Christofer Tsimaras   | 1.57,13 | 26-09-2009 | Calgary |
| 3000 m           | Petros Papastogiannou | 4.47,03 | 24-02-2011 | Calgary |
| 5000 m           | Petros Papastogiannou | 8.01,62 | 26-02-2011 | Calgary |
| 10.000 m         |                       |         |            |         |
| Puntentotaal     | Puntentotaal          | N.V.T.  |            |         |
| Puntentotaal V+M | Puntentotaal V+M      | N.V.T.  |            |         |

## Guatemala
Update 17-02-2022
| Afstand | Schaatsster     | Tijd    | Datum      | Baan   |
| ------- | --------------- | ------- | ---------- | ------ |
| 500 m   | Dalia Soberanis | 41,44   | 27-02-2021 | Inzell |
| 1000 m  | Dalia Soberanis | 1.26,96 | 28-02-2021 | Inzell |

| Afstand      | Schaatser    | Tijd   | Datum | Baan |
| ------------ | ------------ | ------ | ----- | ---- |
| Puntentotaal | Puntentotaal | N.V.T. |       |      |

## Hongarije
Update 04-12-2018
| Afstand      | Schaatsster         | Tijd    | Datum      | Baan           |
| ------------ | ------------------- | ------- | ---------- | -------------- |
| 500 m        | Ágota Tóth-Lykovcán | 39,17   | 09-11-2013 | Calgary        |
| 1000 m       | Krisztina Egyed     | 1.17,09 | 12-01-2003 | Salt Lake City |
| 1500 m       | Krisztina Egyed     | 1.59,86 | 20-02-2002 | Salt Lake City |
| 3000 m       | Krisztina Egyed     | 4.21,24 | 03-02-2001 | Heerenveen     |
| 5000 m       | Krisztina Egyed     | 7.40,27 | 10-01-1999 | Heerenveen     |
| 10.000 m     |                     |         |            |                |
| Puntentotaal | Puntentotaal        | 207.235 | 207.235    | 207.235        |

| Afstand      | Schaatser    | Tijd     | Datum      | Baan            |
| ------------ | ------------ | -------- | ---------- | --------------- |
| 500 m        | Konrád Nagy  | 35,94    | 21-10-2017 | Calgary         |
| 1000 m       | Konrád Nagy  | 1.08,78  | 02-12-2017 | Calgary         |
| 1500 m       | Konrád Nagy  | 1.44,16  | 19-03-2017 | Calgary         |
| 3000 m       | Konrád Nagy  | 3.47,25  | 17-09-2016 | Calgary         |
| 5000 m       | Konrád Nagy  | 6.37,26  | 20-10-2017 | Calgary         |
| 10.000 m     | Konrád Nagy  | 14.26,43 | 18-12-2013 | Baselga di Pinè |
| Puntentotaal | Puntentotaal | 225.972  | 225.972    | 225.972         |

## Hong Kong
Update 04-12-2018
| Afstand      | Schaatsster     | Tijd    | Datum      | Baan   |
| ------------ | --------------- | ------- | ---------- | ------ |
| 500 m        | Fiona Kama Kong | 55,91   | 13-10-2002 | Harbin |
| 1000 m       | Fiona Kama Kong | 1.58,07 | 14-10-2002 | Harbin |
| 1500 m       | Fiona Kama Kong | 3.04,23 | 13-10-2002 | Harbin |
| 3000 m       |                 |         |            |        |
| 5000 m       |                 |         |            |        |
| 10.000 m     |                 |         |            |        |
| Puntentotaal | Puntentotaal    | N.V.T.  |            |        |

| Afstand          | Schaatser        | Tijd    | Datum      | Baan    |
| ---------------- | ---------------- | ------- | ---------- | ------- |
| 500 m            | Wai Kay Lau      | 52,41   | 01-03-1986 | Sapporo |
| 1000 m           | Wai Kay Lau      | 2.08,38 | 03-03-1986 | Sapporo |
| 1500 m           |                  |         |            |         |
| 3000 m           |                  |         |            |         |
| 5000 m           |                  |         |            |         |
| 10.000 m         |                  |         |            |         |
| Puntentotaal     | Puntentotaal     | N.V.T.  |            |         |
| Puntentotaal V+M | Puntentotaal V+M | N.V.T.  |            |         |

## Ierland
Update 17-02-2022
| Afstand      | Schaatsster   | Tijd    | Datum      | Baan       |
| ------------ | ------------- | ------- | ---------- | ---------- |
| 500 m        | Tara Donoghue | 43,10   | 05-01-2019 | Heerenveen |
| 1000 m       | Tara Donoghue | 1.24,29 | 02-03-2019 | Heerenveen |
| 1500 m       | Clare Scanlon | 2.07,97 | 24-02-2007 | Calgary    |
| 3000 m       | Tara Donoghue | 4.29,54 | 22-02-2020 | Tomaszów   |
| 5000 m       | Tara Donoghue | 8.04,98 | 02-02-2020 | Haarlem    |
| 10.000 m     |               |         |            |            |
| Puntentotaal | Puntentotaal  | 221.322 | 221.322    | 221.322    |

| Afstand      | Schaatser       | Tijd     | Datum      | Baan       |
| ------------ | --------------- | -------- | ---------- | ---------- |
| 500 m        | Rory McCarthy   | 44,20    | 20-11-2021 | Tilburg    |
| 1000 m       | Rory McCarthy   | 1.30,73  | 20-11-2021 | Tilburg    |
| 1500 m       | Paul Fitzgerald | 2.17,78  | 17-03-2001 | Calgary    |
| 3000 m       | Paul Fitzgerald | 4.43,12  | 20-03-2003 | Calgary    |
| 5000 m       | Paul Fitzgerald | 7.59,44  | 11-03-2005 | Calgary    |
| 10.000 m     | Paul Fitzgerald | 16.42,75 | 22-03-2005 | Heerenveen |
| Puntentotaal | Puntentotaal    | 280.758  | 280.758    | 280.758    |

## IJsland
Update 17-02-2021
| Afstand      | Schaatsster        | Tijd   | Datum      | Baan     |
| ------------ | ------------------ | ------ | ---------- | -------- |
| 500 m        | Edda Indridsdóttir | 1.00,0 | 18-02-1953 | Akureyri |
| 1000 m       | Edda Indridsdóttir | 2.08,3 | 19-02-1953 | Akureyri |
| 1500 m       | Edda Indridsdóttir | 3.19,1 | 18-02-1953 | Akureyri |
| 3000 m       | Edda Indridsdóttir | 7.12,4 | 19-02-1953 | Akureyri |
| 5000 m       |                    |        |            |          |
| 10.000 m     |                    |        |            |          |
| Puntentotaal | Puntentotaal       | N.V.T. |            |          |

| Afstand          | Schaatser          | Tijd   | Datum      | Baan        |
| ---------------- | ------------------ | ------ | ---------- | ----------- |
| 500 m            | Bjørn Baldursson   | 46,6   | 29-12-1957 | Trondheim   |
| 1000 m           | Sigurjon Petursson | 2.21,2 | 31-01-1909 | Reykjavik   |
| 1500 m           | Bjørn Baldursson   | 2.33,1 | 08-01-1958 | Lillehammer |
| 3000 m           | Bjørn Baldursson   | 5.27,8 | 29-12-1957 | Trondheim   |
| 5000 m           | Bjørn Baldursson   | 9.40,1 | 05-01-1958 | Trondheim   |
| 10.000 m         |                    |        |            |             |
| Puntentotaal     | Puntentotaal       | N.V.T. |            |             |
| Puntentotaal V+M | Puntentotaal V+M   | N.V.T. |            |             |

## India
Update 01-10-2022
| Afstand      | Schaatsster   | Tijd    | Datum      | Baan           |
| ------------ | ------------- | ------- | ---------- | -------------- |
| 500 m        | Shruti Kotwal | 42,21   | 01-10-2022 | Salt Lake City |
| 1000 m       | Shruti Kotwal | 1.25,00 | 23-10-2021 | Salt Lake City |
| 1500 m       | Shruti Kotwal | 2.17,04 | 22-10-2021 | Salt Lake City |
| 3000 m       | Shruti Kotwal | 5.30,64 | 16-09-2017 | Calgary        |
| 5000 m       |               |         |            |                |
| 10.000 m     |               |         |            |                |
| Puntentotaal | Puntentotaal  | N.V.T.  |            |                |

| Afstand          | Schaatser           | Tijd     | Datum      | Baan           |
| ---------------- | ------------------- | -------- | ---------- | -------------- |
| 500 m            | Stephen Paul Kilari | 36,46    | 11-03-2017 | Salt Lake City |
| 1000 m           | Stephen Paul Kilari | 1.11,92  | 19-03-2016 | Calgary        |
| 1500 m           | Stephen Paul Kilari | 1.56,23  | 20-03-2016 | Calgary        |
| 3000 m           | Vishwaraj R. Jadeja | 4.19,39  | 14-12-2013 | Heerenveen     |
| 5000 m           | Vishwaraj R. Jadeja | 7.25,16  | 04-09-2021 | Heerenveen     |
| 10.000 m         | Vishwaraj R. Jadeja | 15.13,14 | 25-03-2014 | Heerenveen     |
| Puntentotaal     | Puntentotaal        | 244.654  |            |                |
| Puntentotaal V+M | Puntentotaal V+M    | N.V.T.   |            |                |

## Indonesië
Update 17-02-2022
| Afstand | Schaatsster   | Tijd    | Datum      | Baan       |
| ------- | ------------- | ------- | ---------- | ---------- |
| 500 m   | Jami Papilaja | 43,26   | 16-02-2019 | Inzell     |
| 1000 m  | Jami Papilaja | 1.35,61 | 04-03-2019 | Heerenveen |

| Afstand      | Schaatser    | Tijd   | Datum | Baan |
| ------------ | ------------ | ------ | ----- | ---- |
| Puntentotaal | Puntentotaal | N.V.T. |       |      |

## Iran
Update 02-12-2018
| Afstand      | Schaatsster  | Tijd   | Datum | Baan |
| ------------ | ------------ | ------ | ----- | ---- |
| 500 m        |              |        |       |      |
| 1000 m       |              |        |       |      |
| 1500 m       |              |        |       |      |
| 3000 m       |              |        |       |      |
| 5000 m       |              |        |       |      |
| 10.000 m     |              |        |       |      |
| Puntentotaal | Puntentotaal | N.V.T. |       |      |

| Afstand          | Schaatser          | Tijd    | Datum      | Baan   |
| ---------------- | ------------------ | ------- | ---------- | ------ |
| 500 m            | Iraj Reza Givehchi | 1.01,50 | 12-12-1992 | Skien  |
| 1000 m           | Iraj Reza Givehchi | 2.01,80 | 22-11-1992 | Tynset |
| 1500 m           | Iraj Reza Givehchi | 3.25,00 | 13-12-1992 | Skien  |
| 3000 m           |                    |         |            |        |
| 5000 m           |                    |         |            |        |
| 10.000 m         |                    |         |            |        |
| Puntentotaal     | Puntentotaal       | N.V.T.  |            |        |
| Puntentotaal V+M | Puntentotaal V+M   | N.V.T.  |            |        |

## Israël
Update 05-01-2019
| Afstand      | Schaatsster  | Tijd   | Datum | Baan |
| ------------ | ------------ | ------ | ----- | ---- |
| 500 m        |              |        |       |      |
| 1000 m       |              |        |       |      |
| 1500 m       |              |        |       |      |
| 3000 m       |              |        |       |      |
| 5000 m       |              |        |       |      |
| 10.000 m     |              |        |       |      |
| Puntentotaal | Puntentotaal | N.V.T. |       |      |

| Afstand          | Schaatser         | Tijd     | Datum      | Baan       |
| ---------------- | ----------------- | -------- | ---------- | ---------- |
| 500 m            | Vladislav Bykanov | 37,62    | 22-10-2016 | Calgary    |
| 1000 m           | Vladislav Bykanov | 1.11,69  | 22-10-2016 | Calgary    |
| 1500 m           | Vladislav Bykanov | 1.49,91  | 23-10-2016 | Calgary    |
| 3000 m           | Vladislav Bykanov | 3.54,49  | 05-01-2019 | Heerenveen |
| 5000 m           | Vladislav Bykanov | 6.39,99  | 21-10-2016 | Calgary    |
| 10.000 m         | Itay Drory        | 16.16,43 | 29-03-2015 | Kolomna    |
| Puntentotaal     | Puntentotaal      | 238.003  |            |            |
| Puntentotaal V+M | Puntentotaal V+M  | N.V.T.   |            |            |

## Italië
Update 16-02-2024
| Afstand      | Schaatsster            | Tijd    | Datum      | Baan           |
| ------------ | ---------------------- | ------- | ---------- | -------------- |
| 500 m        | Chiara Simionato       | 37,86   | 20-11-2005 | Salt Lake City |
| 1000 m       | Chiara Simionato       | 1.13,47 | 11-11-2007 | Salt Lake City |
| 1500 m       | Francesca Lollobrigida | 1.52,23 | 05-12-2021 | Salt Lake City |
| 3000 m       | Francesca Lollobrigida | 3.54,43 | 10-12-2021 | Calgary        |
| 5000 m       | Francesca Lollobrigida | 6.51,76 | 10-02-2022 | Peking         |
| 10.000 m     |                        |         |            |                |
| Puntentotaal | Puntentotaal           | 192.252 | 192.252    | 192.252        |

| Afstand      | Schaatser                      | Tijd     | Datum                 | Baan           |
| ------------ | ------------------------------ | -------- | --------------------- | -------------- |
| 500 m        | David Bosa                     | 34,45    | 10-12-2021            | Calgary        |
| 1000 m       | David Bosa                     | 1.07,40  | 05-12-2021            | Salt Lake City |
| 1500 m       | Enrico Fabris Alessio Trentini | 1.43,48  | 11-12-2009 27-01-2024 | Salt Lake City |
| 3000 m       | Davide Ghiotto                 | 3.39,07  | 16-10-2021            | Inzell         |
| 5000 m       | Davide Ghiotto                 | 6.04,23  | 28-01-2024            | Salt Lake City |
| 10.000 m     | Davide Ghiotto                 | 12.53,63 | 19-11-2017            | Stavanger      |
| Puntentotaal | Puntentotaal                   | 214.258  | 214.258               | 214.258        |

## Japan
Update 17-02-2022
| Afstand      | Schaatsster     | Tijd     | Datum      | Baan           |
| ------------ | --------------- | -------- | ---------- | -------------- |
| 500 m        | Nao Kodaira     | 36,39    | 16-03-2019 | Calgary        |
| 1000 m       | Miho Takagi     | 1.11,71  | 09-03-2019 | Salt Lake City |
| 1500 m       | Miho Takagi     | 1.49,83  | 10-03-2019 | Salt Lake City |
| 3000 m       | Miho Takagi     | 3.55,45  | 10-12-2021 | Calgary        |
| 5000 m       | Eriko Ishino    | 6.55,07  | 18-02-2011 | Salt Lake City |
| 10.000 m     | Hiromi Yamamoto | 15.01,95 | 27-03-1994 | Calgary        |
| Puntentotaal | Puntentotaal    | 189.603  | 189.603    | 189.603        |

| Afstand      | Schaatser        | Tijd     | Datum      | Baan           |
| ------------ | ---------------- | -------- | ---------- | -------------- |
| 500 m        | Tatsuya Shinhama | 33,79    | 10-03-2019 | Salt Lake City |
| 1000 m       | Masaya Yamada    | 1.07,03  | 15-02-2020 | Salt Lake City |
| 1500 m       | Seitaro Ichinohe | 1.42,36  | 16-02-2020 | Salt Lake City |
| 3000 m       | Shane Williamson | 3.39,19  | 25-11-2017 | Calgary        |
| 5000 m       | Seitaro Ichinohe | 6.12,80  | 01-12-2017 | Calgary        |
| 10.000 m     | Ryosuke Tsuchiya | 12.55,62 | 14-02-2020 | Salt Lake City |
| Puntentotaal | Puntentotaal     | 214.017  | 214.017    | 214.017        |

## Kazachstan
Update 17-02-2022
| Afstand      | Schaatsster       | Tijd    | Datum      | Baan           |
| ------------ | ----------------- | ------- | ---------- | -------------- |
| 500 m        | Jekaterina Ajdova | 37,55   | 04-12-2021 | Salt Lake City |
| 1000 m       | Jekaterina Ajdova | 1.13,46 | 04-12-2021 | Salt Lake City |
| 1500 m       | Nadezjda Morozova | 1.52,41 | 05-12-2021 | Salt Lake City |
| 3000 m       | Nadezjda Morozova | 3.59,64 | 03-12-2021 | Salt Lake City |
| 5000 m       | Nadezjda Morozova | 7.07,19 | 15-02-2020 | Salt Lake City |
| 10.000 m     |                   |         |            |                |
| Puntentotaal | Puntentotaal      | 194.409 | 194.409    | 194.409        |

| Afstand      | Schaatser         | Tijd     | Datum                 | Baan           |
| ------------ | ----------------- | -------- | --------------------- | -------------- |
| 500 m        | Roman Kretsj      | 34,21    | 25-02-2017 26-02-2017 | Calgary        |
| 1000 m       | Denis Koezin      | 1.07,65  | 12-12-2021            | Calgary        |
| 1500 m       | Denis Koezin      | 1.43,60  | 15-11-2013            | Salt Lake City |
| 3000 m       | Dmitri Babenko    | 3.40,15  | 02-11-2013            | Calgary        |
| 5000 m       | Vitaliy Schigolev | 6.16,90  | 08-02-2020            | Calgary        |
| 10.000 m     | Dmitri Morozov    | 13.03,94 | 16-03-2019            | Calgary        |
| Puntentotaal | Puntentotaal      | 216.146  | 216.146               | 216.146        |

## Kenia
Update 02-12-2018
| Afstand      | Schaatsster  | Tijd   | Datum | Baan |
| ------------ | ------------ | ------ | ----- | ---- |
| 500 m        |              |        |       |      |
| 1000 m       |              |        |       |      |
| 1500 m       |              |        |       |      |
| 3000 m       |              |        |       |      |
| 5000 m       |              |        |       |      |
| 10.000 m     |              |        |       |      |
| Puntentotaal | Puntentotaal | N.V.T. |       |      |

| Afstand          | Schaatser              | Tijd    | Datum      | Baan     |
| ---------------- | ---------------------- | ------- | ---------- | -------- |
| 500 m            | Eric Kosgei            | 45,80   | 26-11-2011 | Kolomna  |
| 1000 m           | Eric Kosgei            | 1.51,02 | 27-11-2011 | Kolomna  |
| 1500 m           | Shadrack Kapchedureser | 2.18,13 | 24-02-2008 | Den Haag |
| 3000 m           | Shadrack Kapchedureser | 4.59,93 | 03-02-2008 | Den Haag |
| 5000 m           | Shadrack Kapchedureser | 8.15,89 | 12-03-2008 | Den Haag |
| 10.000 m         |                        |         |            |          |
| Puntentotaal     | Puntentotaal           | N.V.T.  |            |          |
| Puntentotaal V+M | Puntentotaal V+M       | N.V.T.  |            |          |

## Kirgizië
Update 02-12-2018
| Afstand      | Schaatsster       | Tijd   | Datum      | Baan         |
| ------------ | ----------------- | ------ | ---------- | ------------ |
| 500 m        | Bela Bezykenskaja | 50,7   | 1960       | Petrozavodsk |
| 1000 m       |                   |        |            |              |
| 1500 m       | Bela Bezykenskaja | 2.39,7 | 01-02-1958 | Moskou       |
| 3000 m       | Bela Bezykenskaja | 5.44,9 | 1960       |              |
| 5000 m       |                   |        |            |              |
| 10.000 m     |                   |        |            |              |
| Puntentotaal | Puntentotaal      | N.V.T. |            |              |

| Afstand          | Schaatser        | Tijd   | Datum | Baan |
| ---------------- | ---------------- | ------ | ----- | ---- |
| 500 m            |                  |        |       |      |
| 1000 m           |                  |        |       |      |
| 1500 m           |                  |        |       |      |
| 3000 m           |                  |        |       |      |
| 5000 m           |                  |        |       |      |
| 10.000 m         |                  |        |       |      |
| Puntentotaal     | Puntentotaal     | N.V.T. |       |      |
| Puntentotaal V+M | Puntentotaal V+M | N.V.T. |       |      |

## Kroatië
Update 02-12-2018
| Afstand      | Schaatsster      | Tijd     | Datum      | Baan     |
| ------------ | ---------------- | -------- | ---------- | -------- |
| 500 m        | Dubravka Vukušic | 50,30    | 22-01-1984 | Inzell   |
| 1000 m       | Dubravka Vukušic | 1.40,86  | 21-01-1984 | Inzell   |
| 1500 m       | Dubravka Vukušic | 2.37,53  | 22-01-1984 | Inzell   |
| 3000 m       | Dubravka Vukušic | 6.04,47  | 18-12-1983 | Sarajevo |
| 5000 m       | Diana Blagdan    | 12.26,16 | 26-03-2016 | Den Haag |
| 10.000 m     |                  |          |            |          |
| Puntentotaal | Puntentotaal     | 288.601  |            |          |

| Afstand          | Schaatser        | Tijd    | Datum      | Baan    |
| ---------------- | ---------------- | ------- | ---------- | ------- |
| 500 m            | Nenad Žvanut     | 40,50   | 06-02-1982 | Geithus |
| 1000 m           | Nenad Žvanut     | 1.24,20 | 31-01-1982 | Skedsmo |
| 1500 m           | Nenad Žvanut     | 2.14,20 | 01-03-1981 | Gol     |
| 3000 m           | Nenad Žvanut     | 4.58,10 | 14-02-1981 | Geithus |
| 5000 m           | Nenad Žvanut     | 8.44,30 | 07-02-1981 | Geithus |
| 10.000 m         |                  |         |            |         |
| Puntentotaal     | Puntentotaal     | N.V.T.  |            |         |
| Puntentotaal V+M | Puntentotaal V+M | N.V.T.  |            |         |

## Letland
Update 02-12-2018
| Afstand      | Schaatsster  | Tijd    | Datum      | Baan    |
| ------------ | ------------ | ------- | ---------- | ------- |
| 500 m        | Ilonda Lūse  | 40,98   | 15-03-2001 | Calgary |
| 1000 m       | Ilonda Lūse  | 1.19,77 | 18-03-2001 | Calgary |
| 1500 m       | Ilonda Lūse  | 2.02,63 | 16-03-2001 | Calgary |
| 3000 m       | Ilonda Lūse  | 4.17,96 | 04-11-2000 | Calgary |
| 5000 m       | Ilonda Lūse  | 7.26,24 | 16-03-2001 | Calgary |
| 10.000 m     |              |         |            |         |
| Puntentotaal | Puntentotaal | 209.358 | 209.358    | 209.358 |

| Afstand      | Schaatser      | Tijd     | Datum      | Baan           |
| ------------ | -------------- | -------- | ---------- | -------------- |
| 500 m        | Haralds Silovs | 35,32    | 27-01-2013 | Salt Lake City |
| 1000 m       | Haralds Silovs | 1.07,47  | 26-01-2013 | Salt Lake City |
| 1500 m       | Haralds Silovs | 1.43,35  | 09-12-2007 | Salt Lake City |
| 3000 m       | Haralds Silovs | 3.43,43  | 07-08-2009 | Calgary        |
| 5000 m       | Haralds Silovs | 6.15,60  | 10-12-2017 | Salt Lake City |
| 10.000 m     | Haralds Silovs | 13.43,66 | 19-02-2012 | Moskou         |
| Puntentotaal | Puntentotaal   | 219.486  | 219.486    | 219.486        |

## Litouwen
Update 02-12-2018
| Afstand      | Schaatsster        | Tijd    | Datum      | Baan            |
| ------------ | ------------------ | ------- | ---------- | --------------- |
| 500 m        | Sofia Zjeromskaja  | 54,1    | 04-03-1963 | Jekaterinenburg |
| 1000 m       | Gene Patskevitsute | 1.52,8  | 02-03-1967 | Nizjni Novgorod |
| 1500 m       | Sofia Zjeromskaja  | 2.53,2  | 06-03-1963 | Jekaterinenburg |
| 3000 m       | Vala Trepotskaite  | 6.09,3  | 03-03-1967 | Nizjni Novgorod |
| 5000 m       | Z. Novikova        | 12.00,6 | 19-01-1951 | Petrozavodsk    |
| 10.000 m     |                    |         |            |                 |
| Puntentotaal | Puntentotaal       | 301.843 | 301.843    | 301.843         |

| Afstand      | Schaatser       | Tijd    | Datum      | Baan            |
| ------------ | --------------- | ------- | ---------- | --------------- |
| 500 m        | Valentin Zemin  | 46,5    | 04-03-1962 | Jekaterinenburg |
| 1000 m       | Keitutis Bulota | 1.48,9  | 28-01-1927 | Titisee         |
| 1500 m       | Jonas Dailide   | 2.28,9  | 06-03-1963 | Jekaterinenburg |
| 3000 m       | Ivan Pokhotskij | 5.35,4  | 01-03-1967 | Nizjni Novgorod |
| 5000 m       | Ljudas Baradas  | 8.43,7  | 04-03-1967 | Nizjni Novgorod |
| 10.000 m     | Ljudas Baradas  | 18.26,5 | 05-03-1967 | Nizjni Novgorod |
| Puntentotaal | Puntentotaal    | 314.178 | 314.178    | 314.178         |

## Luxemburg
Update 17-02-2022
| Afstand      | Schaatsster     | Tijd    | Datum      | Baan     |
| ------------ | --------------- | ------- | ---------- | -------- |
| 500 m        | Sandra Steixner | 44,92   | 05-01-1998 | Calgary  |
| 1000 m       | Caroline Murphy | 1.42,29 | 28-03-2015 | Den Haag |
| 1500 m       | Caroline Murphy | 2.38,36 | 28-03-2015 | Den Haag |
| 3000 m       |                 |         |            |          |
| 5000 m       |                 |         |            |          |
| 10.000 m     |                 |         |            |          |
| Puntentotaal | Puntentotaal    | N.V.T.  |            |          |

| Afstand          | Schaatser        | Tijd    | Datum      | Baan   |
| ---------------- | ---------------- | ------- | ---------- | ------ |
| 500 m            | Jules Delfel     | 1.08,80 | 02-02-1947 | Roeser |
| 1000 m           |                  |         |            |        |
| 1500 m           |                  |         |            |        |
| 3000 m           |                  |         |            |        |
| 5000 m           |                  |         |            |        |
| 10.000 m         |                  |         |            |        |
| Puntentotaal     | Puntentotaal     | N.V.T.  |            |        |
| Puntentotaal V+M | Puntentotaal V+M | N.V.T.  |            |        |

## Marokko
Update 02-12-2018
| Afstand      | Schaatsster  | Tijd   | Datum | Baan |
| ------------ | ------------ | ------ | ----- | ---- |
| 500 m        |              |        |       |      |
| 1000 m       |              |        |       |      |
| 1500 m       |              |        |       |      |
| 3000 m       |              |        |       |      |
| 5000 m       |              |        |       |      |
| 10.000 m     |              |        |       |      |
| Puntentotaal | Puntentotaal | N.V.T. |       |      |

| Afstand          | Schaatser        | Tijd    | Datum      | Baan |
| ---------------- | ---------------- | ------- | ---------- | ---- |
| 500 m            | Brahim El Glaoui | 51,2    | 13-01-1934 |      |
| 1000 m           |                  |         |            |      |
| 1500 m           | Brahim El Glaoui | 3.01,4  | 21-01-1933 |      |
| 3000 m           |                  |         |            |      |
| 5000 m           | Brahim El Glaoui | 11.07,0 | 22-01-1933 |      |
| 10.000 m         |                  |         |            |      |
| Puntentotaal     | Puntentotaal     | N.V.T.  |            |      |
| Puntentotaal V+M | Puntentotaal V+M | N.V.T.  |            |      |

## Mexico
Update 02-12-2018
| Afstand      | Schaatsster  | Tijd   | Datum | Baan |
| ------------ | ------------ | ------ | ----- | ---- |
| 500 m        |              |        |       |      |
| 1000 m       |              |        |       |      |
| 1500 m       |              |        |       |      |
| 3000 m       |              |        |       |      |
| 5000 m       |              |        |       |      |
| 10.000 m     |              |        |       |      |
| Puntentotaal | Puntentotaal | N.V.T. |       |      |

| Afstand          | Schaatser        | Tijd     | Datum      | Baan           |
| ---------------- | ---------------- | -------- | ---------- | -------------- |
| 500 m            | Arnim Ruelas     | 40,25    | 20-12-2005 | Salt Lake City |
| 1000 m           | Arnim Ruelas     | 1.21,89  | 20-12-2005 | Salt Lake City |
| 1500 m           | Eric Kraan       | 2.08,32  | 15-11-2003 | Salt Lake City |
| 3000 m           | Eric Kraan       | 4.37,02  | 15-01-2005 | Salt Lake City |
| 5000 m           | Eric Kraan       | 8.12,17  | 03-01-2004 | Salt Lake City |
| 10.000 m         | Eric Kraan       | 16.56,77 | 10-12-2005 | Salt Lake City |
| Puntentotaal     | Puntentotaal     | 270.193  |            |                |
| Puntentotaal V+M | Puntentotaal V+M | N.V.T.   |            |                |

## Mongolië
Update 17-02-2022
| Afstand      | Schaatsster          | Tijd    | Datum      | Baan           |
| ------------ | -------------------- | ------- | ---------- | -------------- |
| 500 m        | Altan-Ochir Zul      | 40,70   | 19-11-2017 | Calgary        |
| 1000 m       | Sumiya Buyantogtokh  | 1.21,22 | 16-03-2017 | Calgary        |
| 1500 m       | Altan-Ochir Zul      | 2.04,30 | 22-10-2021 | Salt Lake City |
| 3000 m       | Dalanbayar Delgermaa | 4.25,69 | 02-11-2013 | Calgary        |
| 5000 m       | Altan-Ochir Zul      | 8.08,68 | 20-11-2021 | Salt Lake City |
| 10.000 m     |                      |         |            |                |
| Puntentotaal | Puntentotaal         | 215.892 | 215.892    | 215.892        |

| Afstand      | Schaatser             | Tijd     | Datum      | Baan    |
| ------------ | --------------------- | -------- | ---------- | ------- |
| 500 m        | Yalait Zorigtbaatar   | 36,33    | 03-12-2017 | Calgary |
| 1000 m       | Yalait Zorigtbaatar   | 1.11,17  | 18-03-2017 | Calgary |
| 1500 m       | Galbaatar Uuganbaatar | 1.50,89  | 11-03-2013 | Calgary |
| 3000 m       | Galbaatar Uuganbaatar | 4.01,58  | 02-11-2013 | Calgary |
| 5000 m       | Galbaatar Uuganbaatar | 6.40,92  | 18-03-2009 | Calgary |
| 10.000 m     | Galbaatar Uuganbaatar | 14.48,50 | 25-02-2009 | Harbin  |
| Puntentotaal | Puntentotaal          | 233.658  | 233.658    | 233.658 |

## Nederland
Update 16-02-2024
| Afstand      | Schaatsster       | Tijd     | Datum      | Baan           |
| ------------ | ----------------- | -------- | ---------- | -------------- |
| 500 m        | Femke Kok         | 36,83    | 16-02-2024 | Calgary        |
| 1000 m       | Jutta Leerdam     | 1.11,84  | 15-02-2020 | Salt Lake City |
| 1500 m       | Ireen Wüst        | 1.50,70  | 10-03-2019 | Salt Lake City |
| 3000 m       | Irene Schouten    | 3.52,89  | 03-12-2021 | Salt Lake City |
| 5000 m       | Irene Schouten    | 6.43,51  | 10-02-2022 | Peking         |
| 10.000 m     | Carien Kleibeuker | 14.35,61 | 13-03-2018 | Heerenveen     |
| Puntentotaal | Puntentotaal      | 188.816  | 188.816    | 188.816        |

| Afstand      | Schaatser      | Tijd     | Datum      | Baan           |
| ------------ | -------------- | -------- | ---------- | -------------- |
| 500 m        | Jenning de Boo | 33,87    | 26-01-2025 | Calgary        |
| 1000 m       | Jenning de Boo | 1.06,05  | 25-01-2025 | Calgary        |
| 1500 m       | Kjeld Nuis     | 1.40,17  | 10-03-2019 | Salt Lake City |
| 3000 m       | Patrick Roest  | 3.35,49  | 20-12-2021 | Heerenveen     |
| 5000 m       | Patrick Roest  | 6.02,98  | 28-01-2024 | Salt Lake City |
| 10.000 m     | Patrick Roest  | 12.35,20 | 28-12-2020 | Heerenveen     |
| Puntentotaal | Puntentotaal   | 210.258  | 210.258    | 210.258        |

## Nieuw-Zeeland
Update 02-12-2018
| Afstand      | Schaatsster        | Tijd     | Datum      | Baan    |
| ------------ | ------------------ | -------- | ---------- | ------- |
| 500 m        | Jessica van Bentum | 45,35    | 28-02-2016 | Inzell  |
| 1000 m       | Jessica van Bentum | 1.29,11  | 13-02-2016 | Inzell  |
| 1500 m       | Jessica van Bentum | 2.16,29  | 28-02-2016 | Inzell  |
| 3000 m       | Jessica van Bentum | 4.50,75  | 27-02-2016 | Inzell  |
| 5000 m       | Ans Kremer         | 9.06,86  | 11-03-1984 | Inzell  |
| 10.000 m     | Ans Kremer         | 19.19,19 | 16-03-1980 | Tynset  |
| Puntentotaal | Puntentotaal       | 238.479  | 238.479    | 238.479 |

| Afstand      | Schaatser     | Tijd     | Datum      | Baan           |
| ------------ | ------------- | -------- | ---------- | -------------- |
| 500 m        | Mark Jackson  | 36,79    | 08-03-2013 | Calgary        |
| 1000 m       | Reyon Kay     | 1.10,36  | 19-03-2016 | Calgary        |
| 1500 m       | Peter Michael | 1.44,96  | 09-12-2017 | Salt Lake City |
| 3000 m       | Peter Michael | 3.40,74  | 25-02-2017 | Inzell         |
| 5000 m       | Peter Michael | 6.09,68  | 10-12-2017 | Salt Lake City |
| 10.000 m     | Peter Michael | 12.58,07 | 21-11-2015 | Salt Lake City |
| Puntentotaal | Puntentotaal  | 219.617  | 219.617    | 219.617        |

## Noord-Korea
Update 17-02-2022
| Afstand      | Schaatsster    | Tijd    | Datum      | Baan    |
| ------------ | -------------- | ------- | ---------- | ------- |
| 500 m        | Ko Hyon-suk    | 38,08   | 30-01-2010 | Calgary |
| 1000 m       | Ko Hyon-suk    | 1.15,19 | 30-01-2010 | Calgary |
| 1500 m       | Hwang Sung-hui | 2.02,75 | 08-01-2010 | Calgary |
| 3000 m       | An Hyang-mi    | 4.23,41 | 28-01-2021 | Calgary |
| 5000 m       | Han Chung-ok   | 7.36,81 | 28-02-1988 | Calgary |
| 10.000 m     |                |         |            |         |
| Puntentotaal | Puntentotaal   | 206.173 | 206.173    | 206.173 |

| Afstand      | Schaatser     | Tijd     | Datum      | Baan    |
| ------------ | ------------- | -------- | ---------- | ------- |
| 500 m        | Choi Chon-hak | 36,02    | 04-12-2009 | Calgary |
| 1000 m       | Choi Chon-hak | 1.11,88  | 22-01-2010 | Calgary |
| 1500 m       | Ri Song-ho    | 1.54,34  | 09-01-2010 | Calgary |
| 3000 m       | Choi In-chol  | 4.07,98  | 01-03-1991 | Calgary |
| 5000 m       | Song Yong-hun | 7.01,56  | 17-02-1988 | Calgary |
| 10.000 m     | Ro Kuk-bong   | 15.00,76 | 28-01-2018 | Pujon   |
| Puntentotaal | Puntentotaal  | 238.597  | 238.597    | 238.597 |

## Noorwegen
Update 05-03-2023
| Afstand      | Schaatsster   | Tijd     | Datum      | Baan           |
| ------------ | ------------- | -------- | ---------- | -------------- |
| 500 m        | Hege Bøkko    | 37,43    | 25-02-2017 | Calgary        |
| 1000 m       | Hege Bøkko    | 1.13,81  | 10-12-2017 | Salt Lake City |
| 1500 m       | Ragne Wiklund | 1.52,47  | 12-12-2021 | Calgary        |
| 3000 m       | Ragne Wiklund | 3.55,51  | 03-12-2021 | Salt Lake City |
| 5000 m       | Ragne Wiklund | 6.46,15  | 05-03-2023 | Heerenveen     |
| 10.000 m     | Mari Hemmer   | 14.47,49 | 20-03-2009 | Calgary        |
| Puntentotaal | Puntentotaal  | 191.691  | 191.691    | 191.691        |

| Afstand      | Schaatser           | Tijd     | Datum      | Baan           |
| ------------ | ------------------- | -------- | ---------- | -------------- |
| 500 m        | Håvard H. Lorentzen | 34,28    | 10-03-2019 | Salt Lake City |
| 1000 m       | Håvard H. Lorentzen | 1.06,51  | 09-03-2019 | Salt Lake City |
| 1500 m       | Sverre L. Pedersen  | 1.42,39  | 10-03-2019 | Salt Lake City |
| 3000 m       | Sverre L. Pedersen  | 3.34,66  | 07-11-2015 | Calgary        |
| 5000 m       | Sverre L. Pedersen  | 6.07,16  | 07-02-2019 | Inzell         |
| 10.000 m     | Håvard Bøkko        | 12.53,89 | 13-02-2011 | Calgary        |
| Puntentotaal | Puntentotaal        | 212.851  | 212.851    | 212.851        |

## Oekraïne
Update 13-02-2020
| Afstand      | Schaatsster      | Tijd     | Datum      | Baan           |
| ------------ | ---------------- | -------- | ---------- | -------------- |
| 500 m        | Tatjana Tarasova | 40,40    | 27-12-1980 | Alma-Ata       |
| 1000 m       | Jelena Mjagkikh  | 1.19,49  | 18-11-2005 | Salt Lake City |
| 1500 m       | Jelena Mjagkikh  | 2.00,21  | 18-03-2009 | Calgary        |
| 3000 m       | Jelena Mjagkikh  | 4.15,30  | 04-12-2009 | Calgary        |
| 5000 m       | Jelena Mjagkikh  | 7.36,17  | 16-03-2001 | Calgary        |
| 10.000 m     | Svetlana Johnsen | 22.20,93 | 10-02-2020 | Tynset         |
| Puntentotaal | Puntentotaal     | 208.382  | 208.382    | 208.382        |

| Afstand      | Schaatser    | Tijd     | Datum      | Baan           |
| ------------ | ------------ | -------- | ---------- | -------------- |
| 500 m        | Andrej Fomin | 36,26    | 11-02-2002 | Salt Lake City |
| 1000 m       | Andrej Fomin | 1.11,04  | 16-02-2002 | Salt Lake City |
| 1500 m       | Andrej Fomin | 1.51,02  | 19-02-2002 | Salt Lake City |
| 3000 m       | Sergej Priz  | 4.04,58  | 02-02-1998 | Nagano         |
| 5000 m       | Maksim Pedos | 6.42,16  | 19-11-2005 | Salt Lake City |
| 10.000 m     | Maksim Pedos | 14.08,63 | 02-12-2007 | Kolomna        |
| Puntentotaal | Puntentotaal | 232.196  | 232.196    | 232.196        |

## Oezbekistan
Update 17-02-2022
| Afstand      | Schaatsster              | Tijd    | Datum      | Baan  |
| ------------ | ------------------------ | ------- | ---------- | ----- |
| 500 m        | Niginabonu Jamoliddinova | 49,19   | 01-11-2019 | Minsk |
| 1000 m       | Niginabonu Jamoliddinova | 1.42,00 | 01-11-2019 | Minsk |
| 1500 m       | Niginabonu Jamoliddinova | 2.39,38 | 03-11-2019 | Minsk |
| 3000 m       |                          |         |            |       |
| 5000 m       |                          |         |            |       |
| 10.000 m     |                          |         |            |       |
| Puntentotaal | Puntentotaal             | N.V.T.  |            |       |

| Afstand          | Schaatser          | Tijd    | Datum      | Baan  |
| ---------------- | ------------------ | ------- | ---------- | ----- |
| 500 m            | Azizmurod Shabazov | 43,88   | 01-11-2019 | Minsk |
| 1000 m           | Azizmurod Shabazov | 1.27,66 | 01-11-2019 | Minsk |
| 1500 m           | Azizmurod Shabazov | 2.17,63 | 03-11-2019 | Minsk |
| 3000 m           |                    |         |            |       |
| 5000 m           |                    |         |            |       |
| 10.000 m         |                    |         |            |       |
| Puntentotaal     | Puntentotaal       | N.V.T.  |            |       |
| Puntentotaal V+M | Puntentotaal V+M   | N.V.T.  |            |       |

## Oostenrijk
Update 17-02-2021
| Afstand      | Schaatsster     | Tijd    | Datum      | Baan           |
| ------------ | --------------- | ------- | ---------- | -------------- |
| 500 m        | Vanessa Herzog  | 36,83   | 10-03-2019 | Salt Lake City |
| 1000 m       | Vanessa Herzog  | 1.13,43 | 10-12-2017 | Salt Lake City |
| 1500 m       | Vanessa Bittner | 1.55,05 | 21-11-2015 | Salt Lake City |
| 3000 m       | Anna Rokita     | 4.05,17 | 12-11-2005 | Calgary        |
| 5000 m       | Anna Rokita     | 7.11,72 | 01-12-2007 | Kolomna        |
| 10.000 m     |                 |         |            |                |
| Puntentotaal | Puntentotaal    | 195.928 | 195.928    | 195.928        |

| Afstand      | Schaatser         | Tijd     | Datum      | Baan           |
| ------------ | ----------------- | -------- | ---------- | -------------- |
| 500 m        | Ignaz Gschwenter  | 35,47    | 05-12-2021 | Salt Lake City |
| 1000 m       | Bram Smallenbroek | 1.09,76  | 16-11-2013 | Salt Lake City |
| 1500 m       | Bram Smallenbroek | 1.45,95  | 15-11-2013 | Salt Lake City |
| 3000 m       | Bram Smallenbroek | 3.44,03  | 02-11-2013 | Calgary        |
| 5000 m       | Linus Heidegger   | 6.21,63  | 10-12-2017 | Salt Lake City |
| 10.000 m     | Linus Heidegger   | 13.38,27 | 11-12-2016 | Heerenveen     |
| Puntentotaal | Puntentotaal      | 222.080  | 222.080    | 222.080        |

## Panama
Update 02-12-2018
| Afstand      | Schaatsster  | Tijd   | Datum | Baan |
| ------------ | ------------ | ------ | ----- | ---- |
| 500 m        |              |        |       |      |
| 1000 m       |              |        |       |      |
| 1500 m       |              |        |       |      |
| 3000 m       |              |        |       |      |
| 5000 m       |              |        |       |      |
| 10.000 m     |              |        |       |      |
| Puntentotaal | Puntentotaal | N.V.T. |       |      |

| Afstand          | Schaatser        | Tijd     | Datum      | Baan    |
| ---------------- | ---------------- | -------- | ---------- | ------- |
| 500 m            | Rolando Arrieta  | 42,79    | 18-03-1995 | Calgary |
| 1000 m           | Rolando Arrieta  | 1.27,00  | 11-03-1995 | Calgary |
| 1500 m           | Rolando Arrieta  | 2.09,53  | 03-03-1995 | Calgary |
| 3000 m           |                  |          |            |         |
| 5000 m           | Rolando Arrieta  | 7.47,25  | 18-03-1995 | Calgary |
| 10.000 m         | Rolando Arrieta  | 16.25,96 | 19-03-1995 | Calgary |
| Puntentotaal     | Puntentotaal     | N.V.T.   |            |         |
| Puntentotaal V+M | Puntentotaal V+M | N.V.T.   |            |         |

## Polen
Update 17-02-2022
| Afstand      | Schaatsster              | Tijd     | Datum      | Baan         |
| ------------ | ------------------------ | -------- | ---------- | ------------ |
| 500 m        | Andzelika Wójcik         | 36,77    | 04-12-2021 | Salt Lake C. |
| 1000 m       | Andzelika Wójcik         | 1.14,09  | 04-12-2021 | Salt Lake C. |
| 1500 m       | Natalia Czerwonka        | 1.53,56  | 16-02-2020 | Salt Lake C. |
| 3000 m       | Katarzyna Bachleda-Curuś | 4.02,12  | 15-11-2013 | Salt Lake C. |
| 5000 m       | Luiza Złotkowska         | 7.07,02  | 18-02-2011 | Salt Lake C. |
| 10.000 m     | Magdalena Czyszczoń      | 15.42,20 | 27-02-2021 | Tomaszów     |
| Puntentotaal | Puntentotaal             | 194.723  | 194.723    | 194.723      |

| Afstand      | Schaatser       | Tijd     | Datum      | Baan         |
| ------------ | --------------- | -------- | ---------- | ------------ |
| 500 m        | Piotr Michalski | 34,18    | 10-12-2021 | Calgary      |
| 1000 m       | Piotr Michalski | 1.07,13  | 12-12-2021 | Calgary      |
| 1500 m       | Zbigniew Bródka | 1.42,89  | 15-11-2013 | Salt Lake C. |
| 3000 m       | Jan Szymański   | 3.39,79  | 07-11-2015 | Calgary      |
| 5000 m       | Jan Szymański   | 6.16,84  | 01-12-2017 | Calgary      |
| 10.000 m     | Paweł Zygmunt   | 13.19,73 | 04-12-2005 | Heerenv.     |
| Puntentotaal | Puntentotaal    | 216.342  | 216.342    | 216.342      |

## Portugal
Update 20-03-2024
| Afstand      | Schaatsster                       | Tijd    | Datum      | Baan       |
| ------------ | --------------------------------- | ------- | ---------- | ---------- |
| 500 m        | Jéssica Carolina Santos Rodrigues | 43,69   | 19-11-2022 | Inzell     |
| 1000 m       | Jéssica Carolina Santos Rodrigues | 1.26,42 | 16-10-2022 | Heerenveen |
| 1500 m       | Jéssica Carolina Santos Rodrigues | 2.14,17 | 15-10-2022 | Heerenveen |
| 3000 m       | Jéssica Carolina Santos Rodrigues | 4.55,64 | 01-12-2021 | Heerenveen |
| 5000 m       |                                   |         |            |            |
| 10.000 m     |                                   |         |            |            |
| Puntentotaal | Puntentotaal                      | N.V.T.  |            |            |

| Afstand          | Schaatser                    | Tijd     | Datum      | Baan       |
| ---------------- | ---------------------------- | -------- | ---------- | ---------- |
| 500 m            | Marco António Abreu Lira     | 37,53    | 29-10-2023 | Heerenveen |
| 1000 m           | Marco António Abreu Lira     | 1.13.08  | 29-10-2023 | Heerenveen |
| 1500 m           | Marco António Abreu Lira     | 1.51,83  | 18-11-2023 | Heerenveen |
| 3000 m           | Diogo Marreiros              | 3.54,16  | 09-10-2021 | Inzell     |
| 5000 m           | Diogo Marreiros              | 6.35,78  | 16-10-2021 | Inzell     |
| 10.000 m         | Fausto de Oliveira Marreiros | 14.13,81 | 03-03-1996 | Calgary    |
| Puntentotaal     | Puntentotaal                 | 236.835  |            |            |
| Puntentotaal V+M | Puntentotaal V+M             | N.V.T.   |            |            |

## Qatar
Update 02-12-2018
| Afstand      | Schaatsster  | Tijd   | Datum | Baan |
| ------------ | ------------ | ------ | ----- | ---- |
| 500 m        |              |        |       |      |
| 1000 m       |              |        |       |      |
| 1500 m       |              |        |       |      |
| 3000 m       |              |        |       |      |
| 5000 m       |              |        |       |      |
| 10.000 m     |              |        |       |      |
| Puntentotaal | Puntentotaal | N.V.T. |       |      |

| Afstand          | Schaatser                    | Tijd    | Datum      | Baan   |
| ---------------- | ---------------------------- | ------- | ---------- | ------ |
| 500 m            | Thamer Mohammed Al Mohannadi | 55,28   | 01-02-2011 | Astana |
| 1000 m           |                              |         |            |        |
| 1500 m           | Abdulla Ibrahim Al Sulaiti   | 2.33,04 | 04-02-2011 | Astana |
| 3000 m           |                              |         |            |        |
| 5000 m           |                              |         |            |        |
| 10.000 m         |                              |         |            |        |
| Puntentotaal     | Puntentotaal                 | N.V.T.  |            |        |
| Puntentotaal V+M | Puntentotaal V+M             | N.V.T.  |            |        |

## Roemenië
Update 28-02-2022
| Afstand      | Schaatsster    | Tijd    | Datum      | Baan           |
| ------------ | -------------- | ------- | ---------- | -------------- |
| 500 m        | Mihaela Hogas  | 38,37   | 11-12-2021 | Calgary        |
| 1000 m       | Mihaela Hogas  | 1.16,19 | 04-12-2021 | Salt Lake City |
| 1500 m       | Bianca Anghel  | 1.59,21 | 17-11-2007 | Calgary        |
| 3000 m       | Bianca Anghel  | 4.10,14 | 16-11-2007 | Calgary        |
| 5000 m       | Daniela Oltean | 7.27,14 | 11-01-2004 | Heerenveen     |
| 10.000 m     |                |         |            |                |
| Puntentotaal | Puntentotaal   | 202.605 | 202.605    | 202.605        |

| Afstand      | Schaatser            | Tijd     | Datum      | Baan           |
| ------------ | -------------------- | -------- | ---------- | -------------- |
| 500 m        | Marius Paraschivoiu  | 35,56    | 10-11-2013 | Calgary        |
| 1000 m       | Marius Paraschivoiu  | 1.10,79  | 13-12-2009 | Salt Lake City |
| 1500 m       | Cosmin Nedelea       | 1.50,84  | 20-02-2022 | Inzell         |
| 3000 m       | Dezideriu Horváth    | 3.50,72  | 26-11-1999 | Calgary        |
| 5000 m       | Marian Christian Ion | 6.31,58  | 17-11-2007 | Calgary        |
| 10.000 m     | Marian Christian Ion | 14.04,94 | 23-11-2008 | Moskou         |
| Puntentotaal | Puntentotaal         | 227.759  | 227.759    | 227.759        |

## Rusland
Update 12-02-2022
| Afstand      | Schaatsster         | Tijd     | Datum      | Baan         |
| ------------ | ------------------- | -------- | ---------- | ------------ |
| 500 m        | Angelina Golikova   | 36,66    | 12-12-2021 | Calgary      |
| 1000 m       | Olga Fatkoelina     | 1.12,33  | 15-02-2020 | Salt Lake C. |
| 1500 m       | Jekaterina Sjichova | 1.50,63  | 10-03-2019 | Salt Lake C. |
| 3000 m       | Natalja Voronina    | 3.54,06  | 09-03-2019 | Salt Lake C. |
| 5000 m       | Natalja Voronina    | 6.39,02  | 15-02-2020 | Salt Lake C. |
| 10.000 m     | Lada Zadonskaja     | 16.35,81 | 19-01-2012 | Moskou       |
| Puntentotaal | Puntentotaal        | 188.613  | 188.613    | 188.613      |

| Afstand      | Schaatser             | Tijd     | Datum      | Baan         |
| ------------ | --------------------- | -------- | ---------- | ------------ |
| 500 m        | Pavel Koelizjnikov    | 33,61    | 09-03-2019 | Salt Lake C. |
| 1000 m       | Pavel Koelizjnikov    | 1.05,69  | 15-02-2020 | Salt Lake C. |
| 1500 m       | Denis Joeskov         | 1.41,02  | 09-12-2017 | Salt Lake C. |
| 3000 m       | Denis Joeskov         | 3.34,37  | 02-11-2013 | Calgary      |
| 5000 m       | Sergej Trofimov       | 6.08,64  | 03-12-2021 | Salt Lake C. |
| 10.000 m     | Aleksandr Roemjantsev | 12.51,33 | 11-02-2022 | Peking       |
| Puntentotaal | Puntentotaal          | 211.286  | 211.286    | 211.286      |

## Servië
Update 07-10-2019
| Afstand      | Schaatsster       | Tijd    | Datum      | Baan       |
| ------------ | ----------------- | ------- | ---------- | ---------- |
| 500 m        | Katarina Jankovic | 47,66   | 20-07-2019 | Heerenveen |
| 1000 m       | Katarina Jankovic | 1.40,79 | 20-07-2019 | Heerenveen |
| 1500 m       | Krisztina Pap     | 3.00,93 | 22-12-2018 | Milwaukee  |
| 3000 m       |                   |         |            |            |
| 5000 m       |                   |         |            |            |
| 10.000 m     |                   |         |            |            |
| Puntentotaal | Puntentotaal      | N.V.T.  |            |            |

| Afstand          | Schaatser        | Tijd    | Datum      | Baan    |
| ---------------- | ---------------- | ------- | ---------- | ------- |
| 500 m            | Rajko Ristic     | 39,74   | 23-11-1997 | Calgary |
| 1000 m           | Rajko Ristic     | 1.18,69 | 20-12-1997 | Calgary |
| 1500 m           | Rajko Ristic     | 2.05,49 | 22-03-1998 | Calgary |
| 3000 m           | Rajko Ristic     | 4.35,98 | 26-11-1994 | Calgary |
| 5000 m           | Rajko Ristic     | 8.01,79 | 27-11-1994 | Calgary |
| 10.000 m         |                  |         |            |         |
| Puntentotaal     | Puntentotaal     | N.V.T.  |            |         |
| Puntentotaal V+M | Puntentotaal V+M | N.V.T.  |            |         |

## Singapore
Update 28-11-2018
| Afstand      | Schaatsster  | Tijd   | Datum      | Baan    |
| ------------ | ------------ | ------ | ---------- | ------- |
| 500 m        | Cheyenne Goh | 42,81  | 15-03-2019 | Calgary |
| 1000 m       |              |        |            |         |
| 1500 m       |              |        |            |         |
| 3000 m       |              |        |            |         |
| 5000 m       |              |        |            |         |
| 10.000 m     |              |        |            |         |
| Puntentotaal | Puntentotaal | N.V.T. |            |         |

| Afstand          | Schaatser        | Tijd    | Datum      | Baan      |
| ---------------- | ---------------- | ------- | ---------- | --------- |
| 500 m            | Lim June Liang   | 45,44   | 29-12-2012 | Changchun |
| 1000 m           | Lim June Liang   | 1.31,48 | 30-12-2012 | Changchun |
| 1500 m           |                  |         |            |           |
| 3000 m           |                  |         |            |           |
| 5000 m           |                  |         |            |           |
| 10.000 m         |                  |         |            |           |
| Puntentotaal     | Puntentotaal     | N.V.T.  |            |           |
| Puntentotaal V+M | Puntentotaal V+M | N.V.T.  |            |           |

## Slowakije
Update 28-11-2018
| Afstand      | Schaatsster     | Tijd    | Datum      | Baan       |
| ------------ | --------------- | ------- | ---------- | ---------- |
| 500 m        | Jana Vodičková  | 44,49   | 08-11-2014 | Inzell     |
| 1000 m       | Renata Karabova | 1.29,46 | 25-02-2009 | Harbin     |
| 1500 m       | Renata Karabova | 2.16,59 | 02-11-2008 | Erfurt     |
| 3000 m       | Renata Karabova | 4.41,74 | 07-12-2007 | Heerenveen |
| 5000 m       | Jana Vodičková  | 8.55,22 | 27-02-2016 | Erfurt     |
| 10.000 m     |                 |         |            |            |
| Puntentotaal | Puntentotaal    | 235.229 |            |            |

| Afstand          | Schaatser        | Tijd     | Datum      | Baan           |
| ---------------- | ---------------- | -------- | ---------- | -------------- |
| 500 m            | Jakub Klembara   | 37,87    | 09-03-2018 | Salt Lake City |
| 1000 m           | Lukáš Steklý     | 1.14,62  | 18-10-2024 | Inzell         |
| 1500 m           | Lukáš Steklý     | 1.50,51  | 27-10-2024 | Inzell         |
| 3000 m           | Roman Vodička    | 4.21,29  | 23-10-2015 | Inzell         |
| 5000 m           | Lukáš Steklý     | 6.36,48  | 12-10-2024 | Inzell         |
| 10.000 m         | Lukáš Steklý     | 13.33,55 | 26-10-2024 | Inzell         |
| Puntentotaal     | Puntentotaal     | N.V.T.   |            |                |
| Puntentotaal V+M | Puntentotaal V+M | N.V.T.   |            |                |

## Spanje
Update 10-12-2022
| Afstand      | Schaatsster            | Tijd    | Datum      | Baan           |
| ------------ | ---------------------- | ------- | ---------- | -------------- |
| 500 m        | Luisa Gonzalez Salazar | 39,84   | 05-12-2021 | Inzell         |
| 1000 m       | Ainoa Carreño          | 1.20,65 | 27-11-2021 | Inzell         |
| 1500 m       | Ainoa Carreño          | 2.05,51 | 05-12-2021 | Inzell         |
| 3000 m       | Beatriu Gómez Franquet | 4.29,21 | 18-12-2005 | Salt Lake City |
| 5000 m       |                        |         |            |                |
| 10.000 m     |                        |         |            |                |
| Puntentotaal | Puntentotaal           | N.V.T.  |            |                |

| Afstand          | Schaatser          | Tijd     | Datum      | Baan           |
| ---------------- | ------------------ | -------- | ---------- | -------------- |
| 500 m            | Nil Llop           | 34,52    | 10-12-2022 | Calgary        |
| 1000 m           | Nil Llop           | 1.08,86  | 05-12-2021 | Salt Lake City |
| 1500 m           | Iñigo Vidondo      | 1.48,39  | 25-11-2016 | Calgary        |
| 3000 m           | Iñigo Vidondo      | 3.51,74  | 07-11-2015 | Calgary        |
| 5000 m           | Iñigo Vidondo      | 6.36,30  | 16-09-2017 | Calgary        |
| 10.000 m         | Asier Peña Iturria | 14.35,06 | 27-01-2008 | Hamar          |
| Puntentotaal     | Puntentotaal       | 227.536  |            |                |
| Puntentotaal V+M | Puntentotaal V+M   | N.V.T.   |            |                |

## Syrië
Update 23-01-2021
| Afstand      | Schaatsster  | Tijd   | Datum | Baan |
| ------------ | ------------ | ------ | ----- | ---- |
| 500 m        |              |        |       |      |
| 1000 m       |              |        |       |      |
| 1500 m       |              |        |       |      |
| 3000 m       |              |        |       |      |
| 5000 m       |              |        |       |      |
| 10.000 m     |              |        |       |      |
| Puntentotaal | Puntentotaal | N.V.T. |       |      |

| Afstand          | Schaatser        | Tijd    | Datum      | Baan    |
| ---------------- | ---------------- | ------- | ---------- | ------- |
| 500 m            | Rawad Ajameah    | 1.12,44 | 10-02-2022 | Arendal |
| 1000 m           | Rawad Ajameah    | 3.00,57 | 28-02-2019 | Arendal |
| 1500 m           |                  |         |            |         |
| 3000 m           |                  |         |            |         |
| 5000 m           |                  |         |            |         |
| 10.000 m         |                  |         |            |         |
| Puntentotaal     | Puntentotaal     | N.V.T.  |            |         |
| Puntentotaal V+M | Puntentotaal V+M | N.V.T.  |            |         |

## Tanzania
Update 28-11-2018
| Afstand      | Schaatsster  | Tijd   | Datum | Baan |
| ------------ | ------------ | ------ | ----- | ---- |
| 500 m        |              |        |       |      |
| 1000 m       |              |        |       |      |
| 1500 m       |              |        |       |      |
| 3000 m       |              |        |       |      |
| 5000 m       |              |        |       |      |
| 10.000 m     |              |        |       |      |
| Puntentotaal | Puntentotaal | N.V.T. |       |      |

| Afstand          | Schaatser          | Tijd    | Datum      | Baan   |
| ---------------- | ------------------ | ------- | ---------- | ------ |
| 500 m            | Alexander M. Tungu | 2.51,88 | 03-03-2011 | Bergen |
| 1000 m           |                    |         |            |        |
| 1500 m           |                    |         |            |        |
| 3000 m           |                    |         |            |        |
| 5000 m           |                    |         |            |        |
| 10.000 m         |                    |         |            |        |
| Puntentotaal     | Puntentotaal       | N.V.T.  |            |        |
| Puntentotaal V+M | Puntentotaal V+M   | N.V.T.  |            |        |

## Thailand
Update 17-02-2022
| Afstand      | Schaatsster              | Tijd    | Datum      | Baan  |
| ------------ | ------------------------ | ------- | ---------- | ----- |
| 500 m        | Bertha Natalie Hognestad | 46,95   | 21-01-2017 | Hamar |
| 1000 m       | Bertha Natalie Hognestad | 1.37,47 | 22-01-2017 | Hamar |
| 1500 m       | Bertha Natalie Hognestad | 2.33,65 | 21-01-2017 | Hamar |
| 3000 m       | Bertha Natalie Hognestad | 5.38,10 | 27-11-2016 | Hamar |
| 5000 m       |                          |         |            |       |
| 10.000 m     |                          |         |            |       |
| Puntentotaal | Puntentotaal             | N.V.T.  |            |       |

| Afstand          | Schaatser               | Tijd    | Datum      | Baan        |
| ---------------- | ----------------------- | ------- | ---------- | ----------- |
| 500 m            | Atitat King Thongbandit | 57,60   | 28-12-2021 | Stord (NOR) |
| 1000 m           | Atitat King Thongbandit | 1.51,94 | 28-12-2021 | Stord (NOR) |
| 1500 m           |                         |         |            |             |
| 3000 m           |                         |         |            |             |
| 5000 m           |                         |         |            |             |
| 10.000 m         |                         |         |            |             |
| Puntentotaal     | Puntentotaal            | N.V.T.  |            |             |
| Puntentotaal V+M | Puntentotaal V+M        | N.V.T.  |            |             |

## Tsjechië
Update 15-02-2020
| Afstand      | Schaatsster       | Tijd     | Datum      | Baan           |
| ------------ | ----------------- | -------- | ---------- | -------------- |
| 500 m        | Karolína Erbanová | 37,06    | 25-02-2017 | Calgary        |
| 1000 m       | Karolína Erbanová | 1.13,53  | 25-02-2017 | Calgary        |
| 1500 m       | Martina Sáblíková | 1.53,44  | 21-11-2015 | Salt Lake City |
| 3000 m       | Martina Sáblíková | 3.52,02  | 09-03-2019 | Salt Lake City |
| 5000 m       | Martina Sáblíková | 6.41,18  | 15-02-2020 | Salt Lake City |
| 10.000 m     | Martina Sáblíková | 13.48,33 | 15-03-2007 | Calgary        |
| Puntentotaal | Puntentotaal      | 190.426  | 190.426    | 190.426        |

| Afstand      | Schaatser              | Tijd     | Datum      | Baan         |
| ------------ | ---------------------- | -------- | ---------- | ------------ |
| 500 m        | Erik Bouwman           | 36,55    | 16-01-2000 | Calgary      |
| 1000 m       | Erik Bouwman           | 1.11,27  | 18-03-2000 | Calgary      |
| 1500 m       | Milan Sáblík           | 1.49,03  | 11-12-2009 | Salt Lake C. |
| 3000 m       | Sebastian Druszkiewicz | 3.42,73  | 25-11-2017 | Calgary      |
| 5000 m       | Sebastian Druszkiewicz | 6.21,19  | 10-12-2017 | Salt Lake C. |
| 10.000 m     | Sebastian Druszkiewicz | 13.25,92 | 19-11-2017 | Stavanger    |
| Puntentotaal | Puntentotaal           | 224.064  | 224.064    | 224.064      |

## Turkije
Update 28-11-2018
| Afstand      | Schaatsster  | Tijd   | Datum | Baan |
| ------------ | ------------ | ------ | ----- | ---- |
| 500 m        |              |        |       |      |
| 1000 m       |              |        |       |      |
| 1500 m       |              |        |       |      |
| 3000 m       |              |        |       |      |
| 5000 m       |              |        |       |      |
| 10.000 m     |              |        |       |      |
| Puntentotaal | Puntentotaal | N.V.T. |       |      |

| Afstand          | Schaatser        | Tijd    | Datum      | Baan     |
| ---------------- | ---------------- | ------- | ---------- | -------- |
| 500 m            | Serhat Ucar      | 1.08,40 | 09-01-1992 | Deventer |
| 1000 m           |                  |         |            |          |
| 1500 m           |                  |         |            |          |
| 3000 m           |                  |         |            |          |
| 5000 m           |                  |         |            |          |
| 10.000 m         |                  |         |            |          |
| Puntentotaal     | Puntentotaal     | N.V.T.  |            |          |
| Puntentotaal V+M | Puntentotaal V+M | N.V.T.  |            |          |

## Verenigd Koninkrijk
Update 17-02-2022
| Afstand      | Schaatsster   | Tijd     | Datum      | Baan           |
| ------------ | ------------- | -------- | ---------- | -------------- |
| 500 m        | Ellia Smeding | 38,98    | 04-12-2021 | Salt Lake City |
| 1000 m       | Ellia Smeding | 1.15,81  | 11-12-2021 | Calgary        |
| 1500 m       | Ellia Smeding | 1.57,62  | 05-12-2021 | Salt Lake City |
| 3000 m       | Gemma Cooper  | 4.17,30  | 04-12-2021 | Salt Lake City |
| 5000 m       | Gemma Cooper  | 7.42,40  | 10-02-2019 | Heerenveen     |
| 10.000 m     | Clare Upton   | 22.06,60 | 28-12-2017 | Leeuwarden     |
| Puntentotaal | Puntentotaal  | 205.214  | 205.214    | 205.214        |

| Afstand      | Schaatser         | Tijd     | Datum      | Baan           |
| ------------ | ----------------- | -------- | ---------- | -------------- |
| 500 m        | Cornelius Kersten | 34,82    | 03-12-2021 | Salt Lake City |
| 1000 m       | Cornelius Kersten | 1.07,33  | 12-12-2021 | Calgary        |
| 1500 m       | Cornelius Kersten | 1.44,29  | 11-12-2021 | Calgary        |
| 3000 m       | Cornelius Kersten | 3.52,35  | 22-12-2017 | Calgary        |
| 5000 m       | Philip Brojaka    | 6.51,18  | 22-03-2009 | Salt Lake City |
| 10.000 m     | Julian Green      | 14.59,53 | 21-02-1988 | Calgary        |
| Puntentotaal | Puntentotaal      | 228.067  | 228.067    | 228.067        |

## Verenigde Staten
Update 17-02-2022
| Afstand      | Schaatsster                 | Tijd     | Datum                 | Baan           |
| ------------ | --------------------------- | -------- | --------------------- | -------------- |
| 500 m        | Erin Jackson                | 36,80    | 03-12-2021            | Salt Lake City |
| 1000 m       | Brittany Bowe               | 1.11,61  | 09-03-2019            | Salt Lake City |
| 1500 m       | Brittany Bowe               | 1.50,32  | 10-03-2019            | Salt Lake City |
| 3000 m       | Catherine Raney Mia Kilburg | 4.01,98  | 28-12-2005 06-01-2017 | Salt Lake City |
| 5000 m       | Catherine Raney             | 6.56,92  | 31-12-2005            | Salt Lake City |
| 10.000 m     | Catherine Raney             | 14.56,12 | 11-03-2005            | Calgary        |
| Puntentotaal | Puntentotaal                | 191.400  | 191.400               | 191.400        |

| Afstand      | Schaatser    | Tijd     | Datum      | Baan           |
| ------------ | ------------ | -------- | ---------- | -------------- |
| 500 m        | Jordan Stolz | 33,69    | 16-02-2024 | Calgary        |
| 1000 m       | Jordan Stolz | 1.05,37  | 26-01-2024 | Salt Lake City |
| 1500 m       | Jordan Stolz | 1.40,87  | 27-01-2024 | Salt Lake City |
| 3000 m       | Casey Dawson | 3.38,07  | 27-02-2021 | Salt Lake City |
| 5000 m       | Chad Hedrick | 6.09,68  | 13-11-2005 | Calgary        |
| 10.000 m     | Chad Hedrick | 12.55,11 | 31-12-2005 | Salt Lake City |
| Puntentotaal | Puntentotaal | 212.066  | 212.066    | 212.066        |

## Wit-Rusland
Update 12-12-2021
| Afstand      | Schaatsster        | Tijd    | Datum      | Baan           |
| ------------ | ------------------ | ------- | ---------- | -------------- |
| 500 m        | Hanna Nifantava    | 37,56   | 04-12-2021 | Salt Lake City |
| 1000 m       | Anzjelika Kotjoega | 1.14,44 | 23-01-2005 | Salt Lake City |
| 1500 m       | Marina Zoejeva     | 1.54,83 | 03-03-2019 | Calgary        |
| 3000 m       | Marina Zoejeva     | 3.55,73 | 09-03-2019 | Salt Lake City |
| 5000 m       | Marina Zoejeva     | 6.48,22 | 15-02-2020 | Salt Lake City |
| 10.000 m     |                    |         |            |                |
| Puntentotaal | Puntentotaal       | 193.166 | 193.166    | 193.166        |

| Afstand      | Schaatser          | Tijd     | Datum      | Baan           |
| ------------ | ------------------ | -------- | ---------- | -------------- |
| 500 m        | Ihnat Halavatsjoek | 34,12    | 12-12-2021 | Calgary        |
| 1000 m       | Ihnat Halavatsjoek | 1.07,32  | 15-02-2020 | Salt Lake City |
| 1500 m       | Vital Michajlaw    | 1.45,86  | 15-11-2015 | Calgary        |
| 3000 m       | Vital Michajlaw    | 3.44,71  | 26-08-2017 | Calgary        |
| 5000 m       | Vital Michajlaw    | 6.16,92  | 08-02-2020 | Calgary        |
| 10.000 m     | Vital Michajlaw    | 13.19,59 | 21-11-2015 | Salt Lake City |
| Puntentotaal | Puntentotaal       | 218.188  | 218.188    | 218.188        |

## Zuid-Afrika
Update 28-11-2018
| Afstand      | Schaatsster  | Tijd    | Datum      | Baan   |
| ------------ | ------------ | ------- | ---------- | ------ |
| 500 m        | Lesa Preston | 51,67   | 19-02-1977 | Inzell |
| 1000 m       | Lesa Preston | 1.43,81 | 20-02-1977 | Inzell |
| 1500 m       | Lesa Preston | 2.44,09 | 19-02-1977 | Inzell |
| 3000 m       |              |         |            |        |
| 5000 m       |              |         |            |        |
| 10.000 m     |              |         |            |        |
| Puntentotaal | Puntentotaal | N.V.T.  |            |        |

| Afstand          | Schaatser        | Tijd    | Datum      | Baan       |
| ---------------- | ---------------- | ------- | ---------- | ---------- |
| 500 m            | Rein Peens       | 41,37   | 23-03-1998 | Heerenveen |
| 1000 m           | Rein Peens       | 1.22,96 | 17-03-1997 | Heerenveen |
| 1500 m           | Rein Peens       | 2.08,10 | 23-03-1997 | Heerenveen |
| 3000 m           | Rein Peens       | 4.50,76 | 10-03-1996 | Heerenveen |
| 5000 m           | John D. Cronshey | 8.25,50 | 18-03-1958 | Larvik     |
| 10.000 m         |                  |         |            |            |
| Puntentotaal     | Puntentotaal     | N.V.T.  |            |            |
| Puntentotaal V+M | Puntentotaal V+M | N.V.T.  |            |            |

## Zuid-Korea
Update 10-03-2019
| Afstand      | Schaatsster    | Tijd    | Datum      | Baan           |
| ------------ | -------------- | ------- | ---------- | -------------- |
| 500 m        | Lee Sang-hwa   | 36,36   | 16-11-2013 | Salt Lake City |
| 1000 m       | Lee Sang-hwa   | 1.13,66 | 21-09-2013 | Calgary        |
| 1500 m       | Noh Seon-yeong | 1.56,04 | 16-11-2013 | Salt Lake City |
| 3000 m       | Kim Bo-reum    | 4.03,85 | 09-02-2017 | Gangneung      |
| 5000 m       | Kim Bo-reum    | 7.05,55 | 20-11-2015 | Salt Lake City |
| 10.000 m     |                |         |            |                |
| Puntentotaal | Puntentotaal   | 195.066 | 195.066    | 195.066        |

| Afstand      | Schaatser      | Tijd     | Datum                 | Baan           |
| ------------ | -------------- | -------- | --------------------- | -------------- |
| 500 m        | Cha Min-kyu    | 34,03    | 10-03-2019            | Salt Lake City |
| 1000 m       | Lee Kyou-hyuk  | 1.07,07  | 11-11-2007 13-12-2009 | Salt Lake City |
| 1500 m       | Min Seok Kim   | 1.42,54  | 10-03-2019            | Salt Lake City |
| 3000 m       | Lee Seung-hoon | 3.39,43  | 12-08-2012            | Calgary        |
| 5000 m       | Lee Seung-hoon | 6.07,04  | 10-11-2013            | Calgary        |
| 10.000 m     | Lee Seung-hoon | 12.55,54 | 15-02-2018            | Gangneung      |
| Puntentotaal | Puntentotaal   | 213.797  | 213.797               | 213.797        |

## Zweden
Update 17-02-2022
| Afstand      | Schaatsster            | Tijd     | Datum      | Baan           |
| ------------ | ---------------------- | -------- | ---------- | -------------- |
| 500 m        | Paulina Wallin         | 38,75    | 10-03-2007 | Salt Lake City |
| 1000 m       | Johanna Östlund        | 1.18,01  | 17-11-2013 | Salt Lake City |
| 1500 m       | Johanna Östlund        | 1.59,75  | 16-11-2013 | Salt Lake City |
| 3000 m       | Sofia Albertsson       | 4.12,94  | 18-11-2005 | Salt Lake City |
| 5000 m       | Marita Johansson       | 7.33,03  | 20-02-2005 | Heerenveen     |
| 10.000 m     | Karolin Palmertz Cerne | 17.19,00 | 12-02-2017 | Hamar          |
| Puntentotaal | Puntentotaal           | 205.130  | 205.130    | 205.130        |

| Afstand      | Schaatser         | Tijd     | Datum      | Baan           |
| ------------ | ----------------- | -------- | ---------- | -------------- |
| 500 m        | Eric Zachrisson   | 35,44    | 20-11-2005 | Salt Lake City |
| 1000 m       | David Andersson   | 1.09,06  | 10-12-2017 | Salt Lake City |
| 1500 m       | Joel Eriksson     | 1.43,90  | 11-12-2009 | Salt Lake City |
| 3000 m       | Johan Röjler      | 3.42,68  | 05-11-2005 | Calgary        |
| 5000 m       | Nils van der Poel | 6.01,56  | 03-12-2021 | Salt Lake City |
| 10.000 m     | Nils van der Poel | 12.30,74 | 11-02-2022 | Peking         |
| Puntentotaal | Puntentotaal      | 215.409  | 215.409    | 215.409        |

## Zwitserland
Update 17-02-2022
| Afstand      | Schaatsster      | Tijd     | Datum      | Baan         |
| ------------ | ---------------- | -------- | ---------- | ------------ |
| 500 m        | Kaitlyn McGregor | 39,38    | 09-11-2013 | Calgary      |
| 1000 m       | Kaitlyn McGregor | 1.15,78  | 04-12-2021 | Salt Lake C. |
| 1500 m       | Kaitlyn McGregor | 1.57,42  | 05-12-2021 | Salt Lake C. |
| 3000 m       | Ramona Härdi     | 4.13,09  | 10-12-2021 | Calgary      |
| 5000 m       | Nadja Wenger     | 7.18,73  | 20-11-2021 | Heerenveen   |
| 10.000 m     | Yvonne Achermann | 19.05,61 | 15-01-1997 | Hamar        |
| Puntentotaal | Puntentotaal     | 202.464  | 202.464    | 202.464      |

| Afstand      | Schaatser             | Tijd     | Datum      | Baan         |
| ------------ | --------------------- | -------- | ---------- | ------------ |
| 500 m        | Christian Oberbichler | 35,12    | 12-12-2021 | Calgary      |
| 1000 m       | Livio Wenger          | 1.09,79  | 02-12-2017 | Calgary      |
| 1500 m       | Livio Wenger          | 1.44,09  | 16-02-2020 | Salt Lake C. |
| 3000 m       | Livio Wenger          | 3.41,05  | 23-02-2019 | Calgary      |
| 5000 m       | Livio Wenger          | 6.12,13  | 03-12-2021 | Salt Lake C. |
| 10.000 m     | Roger Schneider       | 13.16,74 | 23-11-2008 | Moskou       |
| Puntentotaal | Puntentotaal          | 218.602  | 218.602    | 218.602      |